# Saline Königsborn

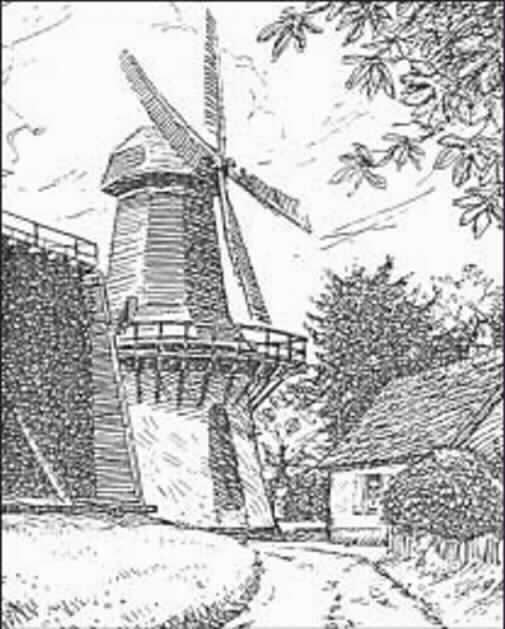
Saline Königsborn: Gradierwerk am Friedrichsborn nebst Solepumpe mit Windradantrieb, 18. Jahrhundert

Die Saline Königsborn war eine vom preußischen Staat im Jahr 1734 gegründete Saline im heutigen Stadtteil Königsborn der westfälischen Stadt Unna.

## Unnaer Salzwerke als Vorläufer der Saline Königsborn

### Salzwerke vor dem 17. Jahrhundert

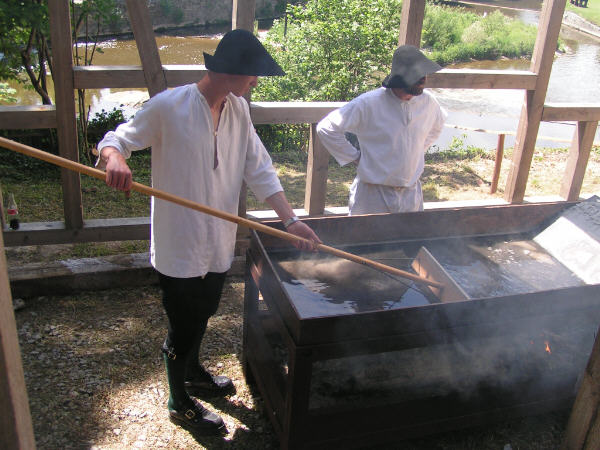
Salzsieden in einer rekonstruierten mittelalterlichen Saline

Die älteste professionelle Salzgewinnung in Unna ist schon für den Salzplatz zu Brockhausen im Jahr 1389 urkundlich belegt. Graf Engelbert III. von der Mark bezeichnet in der frühesten erhaltenen Urkunde die „Sälzer zu Brockhausen“ als „unsere Sälzer“. Die beiden Unnaer Salzwerke, Alter Platz der Erbsälzer (Hessenplatz) und das von der Familie von Rödinghausen betriebene Salzwerk, sind seit 1489 durch Quellen belegt. Begründer des Rödinghauser Werks war der Unnaer Richter Evert von Buttel. Von Buttel wurde 1487 vom Stift Essen mit dem Walravengut zu Brockhausen zu Dienstmannsrecht belehnt. Unter Buttels Regie standen die Salzplätze Westkamp und Übelgönne. Daneben belehnte Johann II., Herzog von Kleve und Graf von der Mark, im Jahr 1489 die Erbsälzer zu Brockhausen mit den gleichen Rechten zur Salzgewinnung. Während das Rödinghauser Salzwerk nach 40 Jahren Betriebsdauer durch den Mangel an siedefähiger Sole endgültig aufgegeben wurde, errichteten Hermann von Rödinghausen und Winold von Büren das Übelgünner Salzwerk im Jahr 1587 neu. Daneben bestanden auch weiterhin die Siederechte der Brockhausener Erbsälzer.
Von Rödinghausen und von Büren modernisierten in der Folge die ihnen unterstehenden Salinen, indem sie ein gänzlich neues Salzwerk bauten und die bisherige Holzfeuerung auf Heizung mit Steinkohle aus Dortmund und Hörde umstellten. Wie Leeck in seinem Werk (2007) im Einzelnen näher ausführt, wurde dieses bürgerlich-unternehmerische Einschreiten durch von Büren zum klassischen Beispiel für einen privaten Modernisierungsschub im Salinenwesen des ausgehenden 16. Jahrhunderts. Von den althergebrachten Pfännerschaften sei angesichts der wirtschaftlichen wie technologischen Notsituation keine Lösung zu erwarten gewesen. Privatleute stellten neben dem Landesherrn eine der beiden möglichen Geldquellen für modernisierende Investitionen dar, so zum Beispiel in Sooden a. d. Werra.
Es waren vor allem die steigenden Brennholzpreise, die die Rentabilität vieler Salzwerke minderten und häufig sogar den Salinenbetrieb zur Einstellung brachten. Die heimischen Brennholzpreise erwiesen sich als Wettbewerbsnachteil insbesondere gegenüber der vermehrten Einfuhr von Meersalz aus den Niederlanden.

### Unnaer Salinenwesen im 17. Jahrhundert
Zwischen 1600 und 1625 stellte von Büren das notwendige Kapital zur Errichtung eines ersten Gradierwerkes zur Verfügung.
Infolge des Klevischen Erbfolgekriegs (1609–1613) und im Verlauf der ersten Jahre des Dreißigjährigen Kriegs gerieten die Salinen zu Unna kurzfristig in eine wirtschaftliche Schieflage. Erschwerend hinzu kam der vermehrte Import preiswerteren Meersalzes aus den Niederlanden. Erst als das in den Krieg involvierte Spanien im Jahr 1625 mit der Sperrung der Rheinmündung die Salzzufuhr aus den Niederlanden empfindlich störte, ging es in Unna wieder aufwärts.
Ob die Sole Brockhausen ähnlichen Kriegsschäden wie Salinen im übrigen Nordwestdeutschland – etwa Lüneburg, Münder, Rhüden, Heyersum, Salzhemmendorf, Westernkotten und Werdohl – ausgesetzt war, einschließlich Sabotageversuchen französischer Truppen (französischen Meeressalinen sollten damit neue Absatzmärkte eröffnet werden), lässt sich nicht nachweisen.
Das Jahr 1631 markierte den ersten Versuch des brandenburgisch-preußischen Staates, auch das Unnaer Salinenwesen fest in die fiskalische Politik des Gesamtstaates einzubinden. Um 1631/32 wurde Diedrich von Diest per kurfürstlicher Berufung zum Bergvogt und Bergmeister berufen. Das kurfürstliche Patent stattete ihn mit umfangreichen bergrechtlichen und administrativen Vollmachten aus, um von den bestehenden Salzwerken den Salzzehnt konsequent einzufordern. Das geringe politische und militärische Potential der brandenburgisch-preußischen Kurfürsten reichte jedoch bis zum Ende des 17. Jahrhunderts nicht aus, einen nachhaltigen Einfluss auf das Salinenwesen Unnas auszuüben.

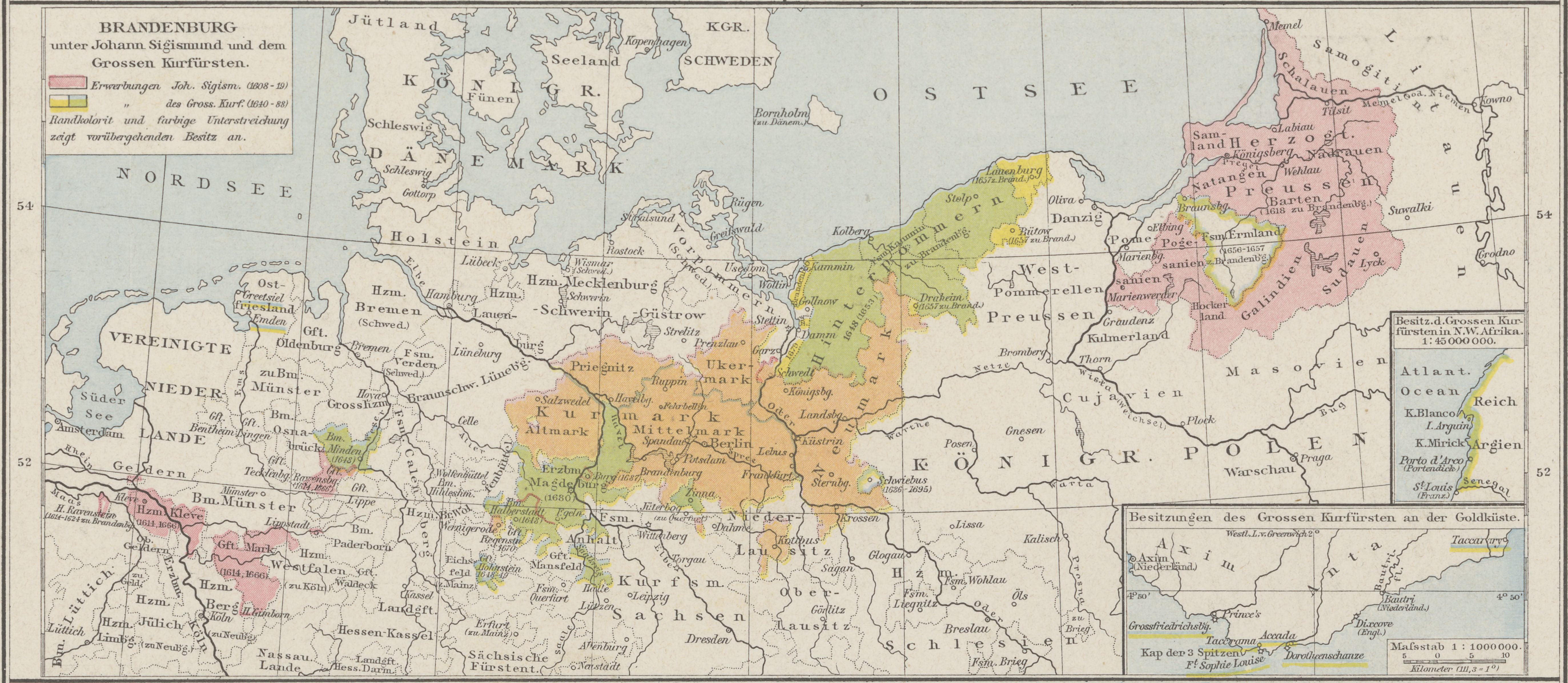
Die Grafschaft Mark auf einer Karte von Brandenburg-Preußen unter Kurfürst Friedrich Wilhelm (Historischer Handatlas 1886)

Während der französischen Invasion in der Mark im Jahr 1672 wurde das Gesamtwerk der Saline zerstört, nachdem sich die Stadt Unna geweigert hatte, dem französischen Militär unter Marschall Turenne Einlass zu gewähren. Als Diederich von Büren nach der Zerstörung den Kurfürsten in einer Petition um die Gewährung einer Wiederaufbauhilfe in Höhe 2.000 bis 3.000 Reichstaler bat, wurde diese mangels Finanzmittel abschlägig beschieden.
Erst mit der Vereinigung zahlreicher Salzplätze unter einem neuen Besitzer nahm das Salinenwesen zu Unna neuen Aufschwung.
Für das Jahr 1689 ist belegt, dass Justiz- und Hofgerichtsrat Balthasar Caspar Zahn, Richter zu Unna, zunächst Pacht und dann Besitz an großen Teilen der Unnaer Salzwerke erhielt. Er sah mit dem staatlichen Schutz vor ausländischer Konkurrenz gute Gewinnmöglichkeiten aus der Salzproduktion bei Unna und brachte in den 1680er Jahren durch Erbschaft, Kauf und Pacht alle dortigen Salzwerke an sich. So wurde noch zu seinen Lebzeiten auf dem Alten Platz (Hessenplatz), dem Westfalenplatz und dem Bürenplatz (beide Plätze auf der Übelgünne) und einem Prumens Pütt wieder Salz gewonnen.

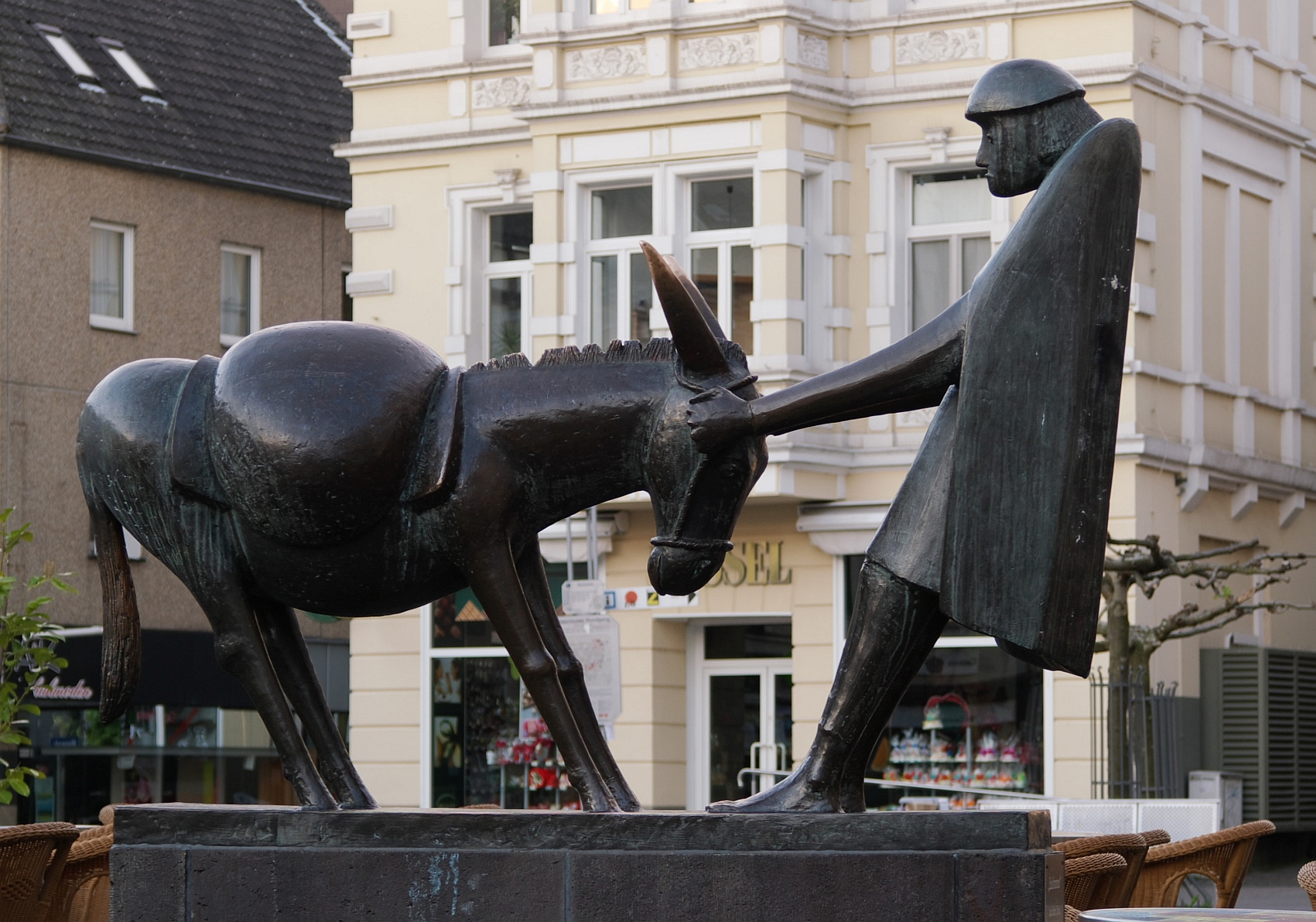
Wichtiges Lasttier beim Salztransport war der Esel. Noch heute ist der „Unnaer Esel“ das Wahrzeichen der Stadt Unna, die ihm mit dem Brunnen auf dem Alten Markt ein Denkmal setzte.

Unmittelbar vor Beginn des 18. Jahrhunderts begann der in seinen westlichen Provinzen nunmehr ausschließlich legitimierte brandenburgisch-preußische Staat Salinenwesen und Salzhandel der Grafschaft Mark im Rahmen seiner merkantilistisch-kameralistischen Wirtschaftspolitik zu reglementieren bzw. zu verstaatlichen. So kam es seit 1690 vermehrt zu Versuchen der kurfürstlichen Regierung, die aus dem Grundeigentum abgeleiteten Rechte der Sälzerfamilien, insbesondere der Familie Zahn, anzuzweifeln und übergeordnete landesherrliche Regalrechte geltend zu machen. Obwohl ein abermaliger Versuch, die Rechtsposition Zahns zu erschüttern, 1693 erneut gerichtlich scheiterte, verfolgte die Regierung ihr Ziel bis in die 1720er Jahre.
Parallel zur rechtlichen Auseinandersetzung schikanierten die brandenburgisch-preußischen Behörden, allen voran der Rentmeister Johann Wilhelm Ernst, die Zahn’schen Betreiber bei der Aufsicht der ihnen als Salinenbetreiber obliegenden Pflichten. So mussten die Werke stets in einwandfreiem, die Produktion voll gewährleistendem Zustand sein und die Salzzehnten in voller Höhe pünktlichst abgeliefert werden. Jedwede Betriebsunterbrechung musste auf das Kleinlichste vor den Behörden gerechtfertigt werden. Dieses Vorgehen wurde auf den mittelalterlichen Rechtsgrundsatz gestützt, dass der Landesherr nach den bergrechtlichen Bestimmungen der Goldenen Bulle ein verliehenes, aber nicht betriebenes Salzwerk jederzeit einziehen und neu vergeben konnte.
Mit Ende des Seekrieges zwischen Frankreich, England und Holland 1697 setzte der Import preisgünstigeren holländischen und kurkölnischen Salzes in die Grafschaft Mark in vollem Umfange wieder ein und führte aufgrund der erheblichen Konkurrenz zur vorübergehenden Betriebsstilllegung des gesamten Zahnschen Werkes.

### Unnaer Salinenwesen Anfang 18. Jahrhundert
Mit dem Tode Friedrichs I. und dem Regierungsantritt Friedrich Wilhelms I. trat der Dreierkonflikt zwischen Unternehmer, Landes- und Zentralregierung in eine neue Phase.
Im Zuge des Staatsumbaus durch den neuen König entstanden neue Verwaltungsinstanzen – allen voran das 4. Departement des Generaldirektoriums und die Kriegs- und Domänenkammer zu Kleve. Diese hatten bei der Durchsetzung von Monopol und Importverbot mit dem starken Einfluss und dem erheblichen Widerstand der klevisch-märkischen Landstände, insbesondere jedoch mit der Opposition der märkischen Adelshäuser zu kämpfen. Die Haltung des märkischen Adels in dieser Angelegenheit lässt die enge wirtschaftliche Verflechtung der Grafschaft Mark mit ihren Nachbarstaaten sowie deren Abhängigkeit vom freien Bezug der Rohstoffe und von der ungehinderten Ausfuhr der Fertigwaren offenkundig werden. Zudem mussten sowohl der Landesherr als auch die Zentralregierung erkennen, dass die dort eingesetzten Beamten regionale eigene Wirtschaftsinteressen eher verfolgten als die Beamten der Kernprovinzen, die längst den Schritt in die vorbehaltlose absolutistische Unterordnung getan hatten. Erst mit der Festigung des neuen Staatsapparates während der späten Regierungsjahre Friedrich Wilhelms I. griff der Staat auf unmittelbaren Druck des Königs hin mit allen obrigkeitsstaatlichen Mitteln auch in den westlichen Provinzen durch.
Die Zentralregierung verfolgte zum einen das Ziel, über den Salzzehnten eine deutliche Steigerung der staatlichen Einnahmen herbeizuführen, und zum anderen, vor dem Hintergrund einer merkantilistischen Außenwirtschaftspolitik die Grundversorgung der märkischen Bevölkerung mit Salz durch die Eigenproduktion im Lande zu gewährleisten. So war die Zahnsche Saline zu Unna aufgrund ihrer Solen und daraus resultierenden Kapazitäten gut geeignet, die Versorgungssicherheit des klevischen, märkischen und ravensburger Raumes sicherzustellen. Daher zwang der neue, wesentlich energischere Landesherr den Unternehmer Zahn unter Hinweis auf die Goldene Bulle im Jahr 1717 zur Wiederaufnahme des Betriebs. Sechs Jahre später verlieh der König mit einem erneuten Erlass zum Salzmonopol dem Importverbot ausländischen Salzes in die Grafschaft Mark Nachdruck.

Ablauf des Siedeverfahrens

Die Behandlung der Unternehmerfamilie Zahn durch die brandenburgisch-preußischen Behörden ließ ein sehr ambivalentes staatliches Verständnis von Unternehmertum und seinen wirtschaftlichen Risiken erkennen: Zum einen war der brandenburgisch-preußische Staat sehr bestrebt, privatwirtschaftlich betriebene Werke über das Salzregal und die bergrechtlichen Bestimmungen der Goldenen Bulle in staatlichen Besitz zu überführen, wobei er juristische Schritte kaum unversucht ließ. So musste Zahn erneut die Rechtmäßigkeit seiner Ansprüche auf die Salinen belegen. Andererseits scheuten die staatlichen Stellen das unternehmerische Risiko, insbesondere die kaum kalkulierbaren Risiken der Salzproduktion, und verpachteten die verstaatlichten Salzwerke schnell an Privatunternehmer oder beließen es bei der privatwirtschaftlich betriebenen Fortführung eines Salzwerkes, allerdings durch nicht sehr gewinnorientierte Beamte.
Es verwundert insoweit nicht, dass Zahn zwischenzeitlich der preußischen Regierung seine Salzwerke mehrmals vergeblich zum Verkauf anbot. Letztlich sah er sich gezwungen, den Betrieb unter ungünstigen Bedingungen fortzuführen und aufgrund staatlicher Versorgungsvorgaben sogar noch auszubauen. Von den landesherrlichen Vorgaben, vom drohenden Gesamtverlust des Werkes bei Betriebseinstellung, mithin von einem entgangenen Verkaufserlös, von zunehmendem Wettbewerb aus den Niederlanden und Kurköln sowie von einer Obstruktionspolitik der königlich-klevischen Regierung gegen das von der Berliner Zentralregierung erlassene Importverbot arg bedrängt, geriet Zahn zunehmend mehr in wirtschaftliche Bedrängnis. Schließlich entsandte im Jahr 1731 das Generaldirektorium den Salzfaktor Christoph Dove nach Unna, um durch seinen fachlichen Rat eine neutrale Bewertung des Salzwerks zu erhalten. Sein Urteil war eindeutig: Dove riet zum sofortigen Kauf.
Da ein diesbezüglich von der skeptischen preußischen Verwaltung eingeleitetes Verfahren zur rechtlichen Klärung der Eigentumsverhältnisse noch ausstand, schloss das Generaldirektorium mit Zahn am 26. Februar 1732 einstweilen einen sechsjährigen Liefervertrag zur Salzversorgung der Grafschaft Mark für die Dauer vom 1. Juli 1732 bis zum 1. Juli 1738. Zahn verpflichtete sich darin, im staatlichen Auftrag die Grafschaft mit der als notwendig festgestellten Menge von 350 Lasten zu je 60 Berliner Scheffeln Salz zu versorgen und nach Ablauf des Liefervertrags in einen Verkauf des Salzwerks an die preußische Regierung einzuwilligen. Gleichzeitig erließ das Generaldirektorium am 17. Juni 1732 erneut ein Importverbot für fremdes Salz. Nahmen die märkischen Untertanen die vorgesehene Menge an Salz nicht ab, gingen die zentralstaatlichen Stellen automatisch davon aus, dass ausländisches Salz gekauft und konsumiert wurde, und verhängten drakonische Geld- und Gefängnisstrafen. Parallel dazu beschuldigte das Generaldirektorium die Räte der klevischen Regierung und der Kriegs- und Domänenkammer in Kleve ihrer Verschleppungstaktik und drohte, sie mit ihrem persönlichen Vermögen für, aus dem Ausbleiben des Salzzehnten resultierende, Verluste beim Salzetat haftbar zu machen. Erst nach dieser Drohung verhängte die Kammer in Kleve 1735 gegen die Stadt Iserlohn, das Kirchspiel Rellinghofen, das Gericht Hemer, die Stadt Unna und die Bauerschaften Niedermassen, Afferde, Uelzen und Obermassen empfindliche Geldstrafen wegen Verstoßes gegen das Importverbot. Ausländische Salzfuhrleute wurden bestraft, indem die Fuhren beschlagnahmt und das Salz, die Pferde und das Fuhrwerk verkauft wurden.
Als Zahn Mitte der 1730er Jahre weder hinsichtlich Qualität noch Quantität in der Lage war, den Vertrag von 1732 zu erfüllen, und Wirtschaftssanktionen des Auslands als Antwort auf die merkantilistische Politik Preußens die volkswirtschaftliche Lage in Brandenburg-Preußen verschärften, sah sich die brandenburgisch-preußische Salzverwaltung gezwungen, den Import holländischen Salzes teilweise wieder zuzulassen. Darüber hinaus zog sie die Salinen in Werdohl und Sassendorf für die Belieferung der Grafschaft mit ausreichenden Mengen Salz heran.
Vor dem oben dargestellten Hintergrund sah nunmehr auch die Zentralregierung die Zusammenarbeit und wohl auch das Experiment einer rein privatwirtschaftlich organisierten Salzproduktion und -versorgung der westlichen Provinz mit Salz endgültig als gescheitert an und entschloss sich zur Errichtung eines staatlichen Salzwerkes, das fortan die Salzversorgung der Grafschaft Mark zu übernehmen hatte.

## Die staatliche „Saline Königsborn“
Während eine von den preußischen Behörden betriebene Suche nach Solequellen im Raum Bochum, Wattenscheid, Hagen und Hattingen erfolglos geblieben war, brachten Bohrungen, die der preußische Staat zwischen 1732 und 1735 nördlich vor den Toren Unnas ausführen ließ, den erhofften Erfolg. 1734 wurde ein Brunnen ausgeschachtet, der zu Ehren des preußischen Königs Friedrich Wilhelm I. den Namen Königsborn (des Königs Brunnen) erhielt. Eine erste Probesiedung erfolgte noch im selben Jahr durch den klevischen Kriegs- und Domänenrat Francke sowie durch den wettinischen Kriegs- und Domänenrat Richter. Das positive Ergebnis war der Beginn der wechselhaften Geschichte der staatlichen Saline Königsborn:

### Privatwirtschaftlich geführtes Salzwerk in den Jahren 1734 bis 1745
Nach relativ kurzen Vertragsverhandlungen mit dem kapitalkräftigen Iserlohner Bürgermeister und Unternehmer Johann Caspar Lecke verpflichtete sich dieser gegenüber dem preußischen Staat zur Errichtung der in staatlicher Hand bleibenden Saline Königsborn, zur jährlichen Versorgung des Sauerlandes mit 350 Lasten Salz sowie zur unentgeltlichen Rückübertragung des Besitzes am Werk nach Beendigung der Vertragslaufzeit von neun Jahren an den Eigentümer, das heißt an den preußischen Staat. Im Rahmen dieses Pachtvertrags übertrug das Generaldirektorium ihm im Februar 1734 rein formal die privatwirtschaftliche Betriebsführung. Lecke erhielt als Gegenleistung pro Last Salz – wie vormals der Unternehmer Zahn auch – 33 Reichstaler vom preußischen Staat. Berlin stellte für die Abteufung des Solebrunnens „Königsborn“, der zu Anfang eine Sole mit sechs Lot Salzgehalt besaß, die Salzquellen auf den Nettelkampschen Gütern in unmittelbarer Nähe zu Zahns Salzwerk zur Verfügung. Die Eigentumsrechte an diesen Salzquellen hatte das Generaldirektorium kurz zuvor durch einen zivilrechtlichen Prozess sichern lassen. Eigentümer an den Nettelkampschen Gütern blieb also der preußische Landesherr.
Da Lecke über keinerlei Kenntnisse und Erfahrungen im Bereich des Baus und Betriebs von Salzwerken verfügte und sein Beitrag zu diesem Joint Venture zwischen privatem und staatlichem Investor sich mehr auf die Kapitalgeberschaft beschränkte, darf vermutet werden, dass es sich bei Lecke um einen Spekulanten handelte, der sich von dieser frühen Form des Public Private Partnership schnellen Profit erhoffte. Dabei ahnte er offenbar nicht, dass seine Verpflichtung zu Anschubinvestitionen und persönlicher unternehmerischer Haftung bei diesem in rigider staatlicher Regie geführten Projekt mittelfristig eher Nachteile als großen Profit bedeuten würde. 
Die Fachpromotorenschaft über die Saline Königsborn übernahmen neben den bereits erwähnten Beamten Francke sowie Richter, der mehrere Jahre die Salinen in Halle und Schönebeck beaufsichtigt hatte, die mit bergbautechnischen Aspekten vertrauten preußischen Beamten Christian Scholl vom Wettiner Bergamt sowie der aus dem Bergamt Wettin später zusätzlich entsandte Bergrat August Heinrich Decker. Der ebenfalls bereits erwähnte ehemalige Salzfaktor und nunmehrige märkische Salzinspektor Christoph Dove übernahm die eigentliche betriebswirtschaftliche Geschäftsführung der Saline Königsborn.
Die Gesamtbetriebsführung – so man darunter nicht nur die Führung der operativen Tagesgeschäfte, sondern auch mittel- und längerfristige Planungsaufgaben und -entscheidungen versteht – lag zudem auch beim Generaldirektorium, das sich ganz im Sinne der merkantilistisch-kameralistischen Wirtschaftspolitik direkte Eingriffe in die Investitionsentscheidungen des Salzwerkes vorbehielt.
Als Klagen über den schlechten Zustand des neuen Salzwerks zunahmen, so dass die Sorge bestand, eine unfachmännische Arbeit würde die Salzproduktion und damit das Salzmonopol gefährden, argwöhnte Berlin, dass „auß allen Umbständen erscheint, daß der Leck dem Werk keines weges gewachsen sey und es mit demselben gantz und gar nicht guth gehe“, und forderte, „daß vielmehr das Sieden in dem Königlichen Salzwerk auf alle weise dergestalt verstärkt werde, damit man das Zahnische Saltz mit der Zeit gar nicht mehr nöthige habe.“

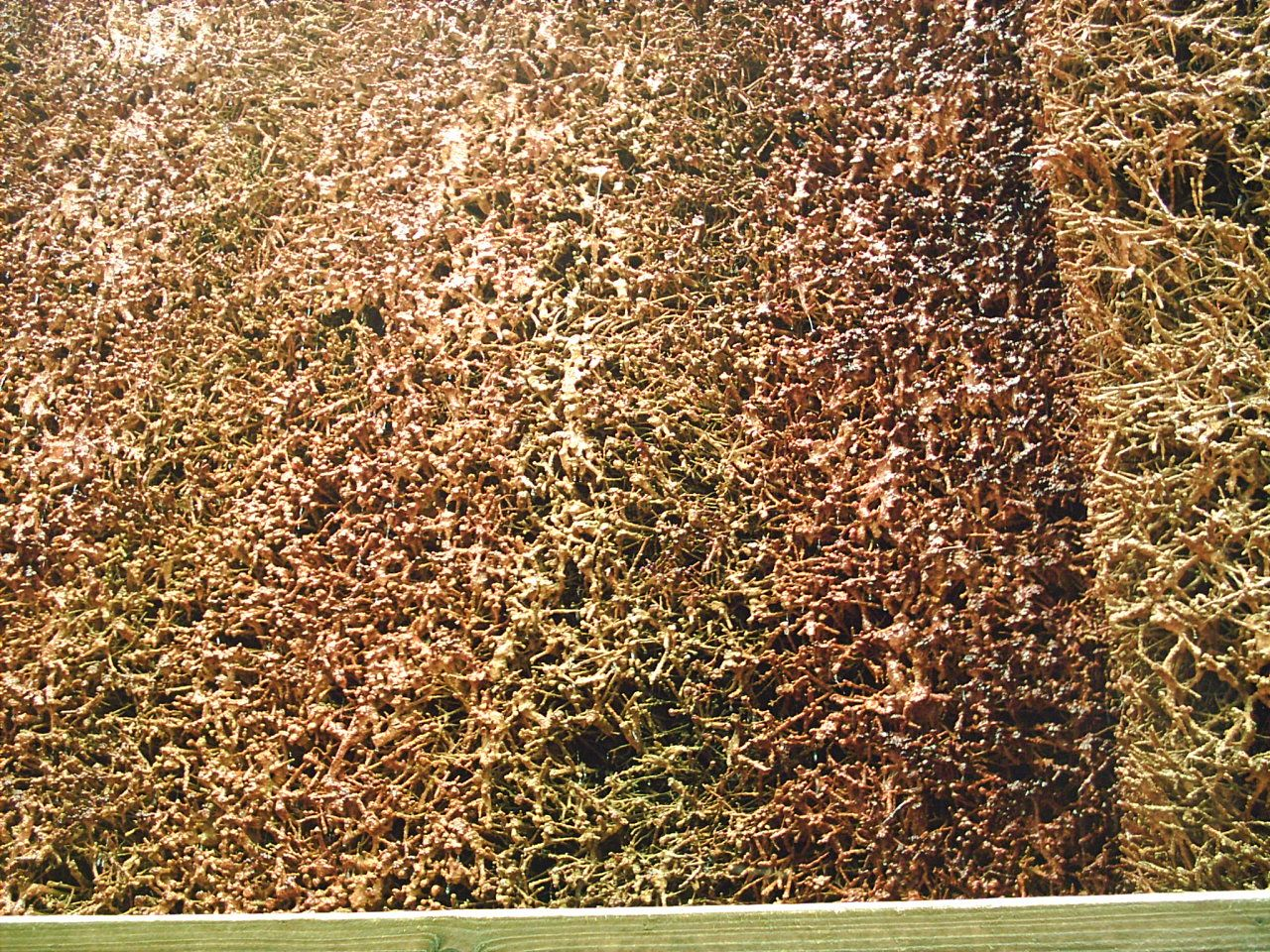
Detailansicht der Schwarzdornbündel (Dorngradierung)

Das Absinken des Solegehalts und die daraufhin einsetzenden Klagen führten dazu, dass Lecke 1735/36 ein erstes Gradierhaus errichten musste, um von der die Siedesole verunreinigenden Strohgradierung auf die sauberere Form der Dorngradierung umstellen zu können. Als der Kontrakt des preußischen Staates mit dem Unternehmer Zahn 1738 auslief und der Saline Königsborn vom Generaldirektorium die Gesamtversorgung der Grafschaft Mark mit Salz übertragen wurde, musste Lecke aufgrund dieser Entscheidung der Berliner Zentralregierung von vier auf acht Siedehäuser mit je einer Siedepfanne aufstocken, um das nunmehr doppelte Jahressoll von 600 Lasten Salz erfüllen zu können.
Nachdem die Salzversorgung und das Salzmonopol in der Grafschaft Mark durch die Saline Königsborn nunmehr gewährleistet schien, entschloss sich das Generaldirektorium, das Salzmonopol auch in den niederrheinischen Herzogtümern Kleve, Geldern und Moers einzuführen und die dortige Salzversorgung zum Teil auch der Saline Königsborn zu übertragen. Diese zentralstaatlichen Entscheidungen führten dazu, dass Lecke bis Mitte 1740 alles daran setzen musste, die betriebsorganisatorischen, produktionstechnischen, infrastrukturellen und insbesondere finanziellen Maßnahmen hierfür zu schaffen.
Dabei ging das Generaldirektorium von einem Gesamtbedarf von jährlich 1.000 Lasten Salz für die westlichen Provinzen aus. 500 Lasten entfielen dabei auf die Grafschaft Mark, 500 Lasten auf die Herzogtümer Kleve, Geldern und Moers. In diesem Zusammenhang erließ das Generaldirektorium am 22. November 1740 das „Patent, daß kein fremdes Saltz mehr in die Clevischen und Märkischen Lande einzuführen sey“. Diese unpopuläre Maßnahme dürfte darauf zurückzuführen sein, dass der ursprünglich angestrebte Verkaufspreis von 55 Reichstalern je Last Salz, der unter dem Preis für holländisches Meersalz gelegen hätte, aufgrund hoher Produktions- und Transportkosten (Unna – Wesel) nicht zu halten war. Schließlich pendelte sich der Preis bei stolzen 76 Reichstalern ein, was erhebliche (vergebliche) Proteste der ansässigen Bevölkerung auslöste.
Dass Lecke (vermutlich 1738) eingewilligt hatte, die ursprünglich neunjährige Laufzeit seines Pachtvertrags (1734–1743, siehe oben) bis Juni 1744 zu verlängern, dürfte er angesichts der ihm faktisch aufgezwungenen erheblichen Investitionen (seine vertraglich zugesagte Unternehmerhaftung ließ ihm keine andere Wahl) zuzüglich der laufenden Betriebskosten nachträglich bereut haben. Gewinnerwartung und Haftungsverteilung entsprachen sich in keiner Weise. Lecke blieb im Jahr 1740 nach Abzug der Betriebskosten sowie des Salzzehnten (Salzsteuer) von seinem Bruttogewinn lediglich ein bescheidener Reingewinn in Höhe von 2.925 Reichstalern. Demgegenüber schien sich diese frühe Form des Public Private Partnership für den preußischen Staat auszuzahlen – immerhin konnte er im selben Jahr auf der Einnahmenseite seines Salzetats 15.750 Reichstaler verbuchen.
Nachdem Lecke schließlich die Fachpromotorenschaft über das Salzwerk auferlegt bekam (vermutlich zur Entlastung des preußischen Personalhaushalts), ergab ein behördlicher Untersuchungsbericht, dass man wesentlich niedrigere Produktionskosten pro Einheit Salz festgestellt habe, als sie Lecke in seinen Berechnungen für die Festlegung des staatlich administrierten Abnahmepreises angab. Vor diesem Hintergrund war die preußische Regierung nicht mehr bereit, die von Lecke geforderten 26 Reichstaler pro Last Salz zu zahlen. Vielmehr taxierte sie zunächst einen Abnahmepreis in Höhe von 20 Talern, bevor sie im Februar 1742 Lecke zur Zeichnung eines neuen Vertrags zwang, in dem dieser sich verpflichtete, 1000 Lasten Salz zur jährlichen Versorgung von Mark, Kleve, Geldern und Moers zu liefern bei einem Abnahmepreis von nunmehr sogar nur 19,5 Reichstalern. Mit diesem Vertrag war eine noch längere Laufzeit bis 1750 festgelegt.

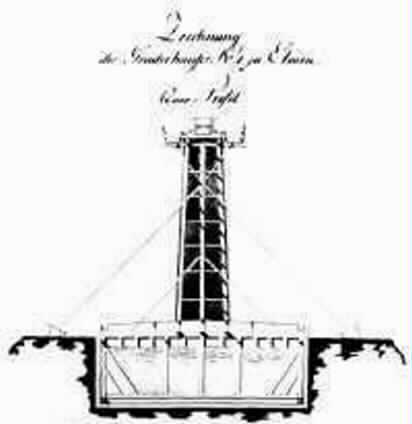
Querschnittszeichnung eines Gradierwerks (18. Jh.), gut zu erkennen ist das Sole-Auffangbecken

Im Ergebnis weiterer behördlicher Untersuchungen wurden Lecke erhebliche betriebswirtschaftliche und technische Mängel bei seiner Betriebsführung vorgeworfen: Lecke führe die Saline Königsborn ohne jeglichen Betriebsplan aufs Geratewohl und auch die Salzsiedung sei sehr unprofessionell. Lecke hingegen machte eine deutliche Abnahme des Solegehalts für die stetig schlechter werdenden Betriebsergebnisse verantwortlich. Er verlangte von der Berliner Zentralregierung einen finanziellen Ausgleich für die Differenz zwischen dem Abnahmepreis in Höhe von 19,5 Reichstalern und den von ihm bezifferten Produktionskosten pro Last Salz in Höhe von 33 Reichstalern, anderenfalls werde er Wegfall der Geschäftsgrundlage geltend machen und vom (Knebelungs-)Vertrag zurücktreten.
Das Generaldirektorium zu Berlin misstraute den Angaben des amtlicherseits für unfähig und sachunkundig befundenen Unternehmers Lecke und entsandte für eine detaillierte Untersuchung den preußischen Steuerrat Karl Joachim Krusemarck und einen neutralen Gradiermeister aus der Landgrafschaft Hessen-Kassel. Beide bestätigten die Angaben Leckes zum abnehmenden Solegehalt.
Während Lecke aufgrund des niedrigen Abnahmepreises (19,5 Reichstaler) bei zurückfallender Jahresproduktion (max. 600 bis 700 statt der zu erbringenden 1000 Lasten Salz) seinem wirtschaftlichen Ruin immer näher rückte, sah die Berliner Zentralregierung die Gesamtversorgung der westlichen Provinzen, die Stabilität von Salzhandelsmonopol und Einfuhrverbot und damit den immer wichtiger werdenden Salzetat in Gefahr. Erschwerend kam hinzu, dass die anderen Salzwerke in der Grafschaft Mark, d. h. Sassendorf, Werdohl und vor allem die von der staatlichen Saline Königsborn bedrängte Zahnsche Saline, nun den Zeitpunkt gekommen sahen, sich für die rigide „Salzpolitik“ des preußischen Staates dadurch zu rächen, dass sie dem staatlichen Salzmonopolisten die nunmehr fehlende Menge Salz verweigerten.
Während die preußische Regierung aus purer Not 200 Lasten holländischen Meersalzes ankaufen musste und darüber hinaus sogar mit einem holländischen Kaufmann einen Liefervertrag mit zwölfjähriger Laufzeit abschloss, stand Lecke endgültig vor dem Ruin, da die Zentralregierung in Berlin unter zynischem Hinweis auf dessen vertragliche Unternehmerhaftung jedweden Schadensersatz für die Jahre 1743 und 1744 ablehnte. Immerhin entließ die Regierung, die die „Saline Königsborn“ nun gänzlich in Eigenregie betreiben musste, den bankrotten Unternehmer Lecke aus allen Verträgen, was jedoch angesichts seines persönlichen Verlustes in Höhe von 17.000 Reichstalern einen allzu schwachen Trost darstellte.

### Fiskalischer Betrieb in den Jahren 1745 bis 1750
Die notgedrungene Entscheidung der preußischen Regierung, die Saline Königsborn ab 1745 in staatlicher Alleinregie zu betreiben, stellte eine entscheidende Zäsur im Salinenwesen zu Unna dar.
Aus einer ganzen Reihe betriebswirtschaftlicher Daten über die Salzgewinnung ging hervor, dass die neuralgischsten Kostenfaktoren der Saline die Personalausgaben (30 %), der Brennstoffbedarf (29 %) und der Fuhrlohn (26 %) waren. Das Generaldirektorium in Berlin ließ sich nun regelmäßig ausführliche Wirtschaftlichkeitsberechnungen erstellen. So hatte die Salzfaktorei die Aufgabe, detaillierte Monatsberichte über die Salzsiedung (insb. Siedekosten), den Salzgehalt der Solen, die verbrauchte Kohlenmenge und die Menge des gewonnenen Salzes zu erstellen – sozusagen eine betriebswirtschaftliche Frühform des Controlling, wobei die Zentralregierung in Berlin als Kontrollinstanz zur Empfehlung betrieblicher Prozesse fungierte.

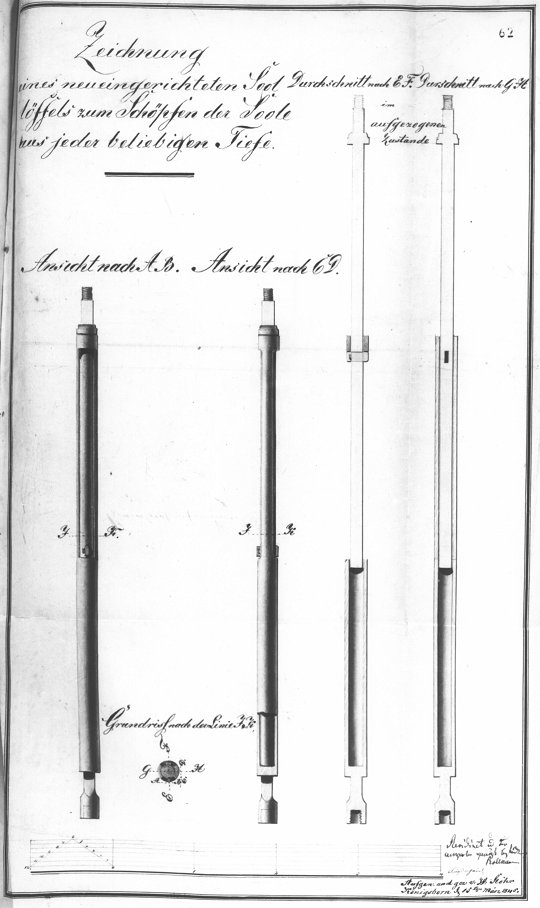
Solebohrgestänge, Konstruktionszeichnung 18. Jh.

Unter Aufsicht der klevischen Kriegs- und Domänenkammer wurden zahlreiche Grabungsarbeiten und Mutungen zur Einrichtung neuer Solebrunnen vorgenommen. Dabei setzte das Generaldirektorium die einzelnen Salz- und Bergbeamten bei der Suche nach neuen ergiebigeren Solen zueinander in Konkurrenz (eine Art „intrigante Frühform“ der Mitarbeitermotivation durch firmeninternen Wettbewerb). Tatsächlich wurden in dieser Zeit neue Solen mit 5–6½ Prozent Lötigkeit gefunden, so dass die bereits erschöpften bisherigen Solen sukzessive ersetzt werden konnten. Insgesamt wurden fünf neue Brunnen abgeteuft: „Mißgunst“ an der Erbsälzerstraße (der Name spricht für sich), „Klevischer Favorit“ östlich der Vaersthausener Straße am Katernborn, „Glückauf“ am Ludwigsborn, „Güldene Sonne“ und „Friedrichsborn“, benannt nach dem nunmehrigen Preußenkönig Friedrich II. Dabei wurde die Saline stets an der Obergrenze ihrer Kapazität und Leistungsfähigkeit betrieben.
Dennoch verlor die Saline Königsborn zunehmend an Wert, weil die Salzfaktorei in Unna es unterließ, Reinvestitionen in die veralteten Anlagen, insbesondere in technische Neuerungen zur Brennstoffeinsparung, vorzunehmen. Ihr Kapitalwert sank in der Folge von ehemals 36.062 Reichstalern in nur fünf Jahren auf 10.842 Reichstaler. Hauptursache waren die restriktiven Salzbudgetplanungen der klevischen Kammer im kurzsichtigen Streben nach einem ausgeglichenen Haushalt, was Reinvestitionen erheblich erschwerte, wenn nicht sogar verhinderte. Die Kriegs- und Domänenkammer unternahm im vorauseilenden Gehorsam alles, um den am grünen Tisch in Berlin geplanten jährlichen Gewinn zu erzielen, was nicht gleichbedeutend ist mit Erwirtschaften. Investitionsbedarf, Produktionssicherheit und zukunftsorientierte Unternehmensführung wurden von der zielstrebigen Beamtenschaft eher als Störfaktoren wahrgenommen. Eine wichtige Ursache mag das Fehlen persönlicher Anreize gewesen sein. Schließlich war die Beamtenschaft nicht an den staatlichen Gewinnen beteiligt. Letztere nahmen sich, gemessen am Aufwand, eher bescheiden aus. In fünf Jahren staatlicher Alleinregie mit einer durchschnittlichen Jahresleistung von 924 Lasten wurde ein Gewinn in Höhe von 167.570 Reichstalern verzeichnet. Obwohl die unternehmerische Salinentätigkeit des Staates insbesondere der Daseinsvorsorge (hier: ausreichende Salzversorgung) diente, konnte der fiskalische Gewinn nicht zufriedenstellen. Es mag daher als weise angesehen werden, dass das Generaldirektorium zu Berlin vor o.a. Hintergrund entschied, im Jahr 1750 wieder zum Pachtsystem zurückzukehren.

### Privatwirtschaftlich geführtes Salzwerk in den Jahren 1750 bis 1773
1750 pachteten der Dezernent für das Salzwesen bei der klevischen Kriegs- und Domänenkammer, Johann Bertram Arnold von Rappard, und der märkische Freiherr Friedrich Ludolph von Torck von Nordherringen die Saline Königsborn. 1751 übertrug der preußische König Friedrich der Große ihnen (und nicht Valentin von Massow, dem preußischen Kammerpräsidenten in Minden) die Erbauung der Saline und die Einrichtung des Siedebetriebs des Salzwerks in Melbergen/Rehme bei Minden.
Der Pachtvertrag für die Saline Königsborn hatte eine Laufzeit von 1750 bis 1765. Die Pächter verpflichteten sich darin zu einer jährlichen Produktionsmenge von 1.000 Lasten zu je 60 Berliner Scheffeln. Erneut senkte das Generaldirektorium den festgelegten staatlichen Abnahmepreis, um höhere Einnahmen zu erzielen, und fixierte ihn bei nunmehr nur noch 16 Reichstalern für die Last Salz. 
Der unternehmerische Anreiz für Rappard und Torck lag jedoch nicht wie bei früheren Pächtern in der Salzsiedung zur Versorgung Kleve-Marcks; die beiden neuen Unternehmer hatten vielmehr den einträglicheren Außenhandel im Sinn. Rappard sah aufgrund seiner guten Fachkenntnisse und seiner Stellung in der Kriegs- und Domänenkammer Kleve ausreichende Absatzchancen für das Unnaer Salz in Köln, Trier und Frankfurt am Main sowie im Bergischen Raum und im Siegerland. Von 1750/51 bis 1755/57 betrug ihr persönlicher Gewinn aus dem Salzexport durchschnittlich etwas unter 8.000 Reichstaler, von dem der Staat kontraktmäßig die Hälfte bekam.
Rappard und Torck investierten zunächst einmal 19.650 Reichstaler und nahmen umfangreiche, insbesondere siedetechnische, Verbesserungen vor, um das Unternehmen wieder ökonomisch betreiben zu können. Um die bis dato unterbliebene Energieeinsparung zu generieren, legten sie ein weiteres Gradierhaus sowie zwei Wind- und Rosskünste für das Hochpumpen der Sole auf die Gradierhäuser an und ersetzten die alten Pfannen durch neun Siede- und fünfzehn Broddelpfannen.

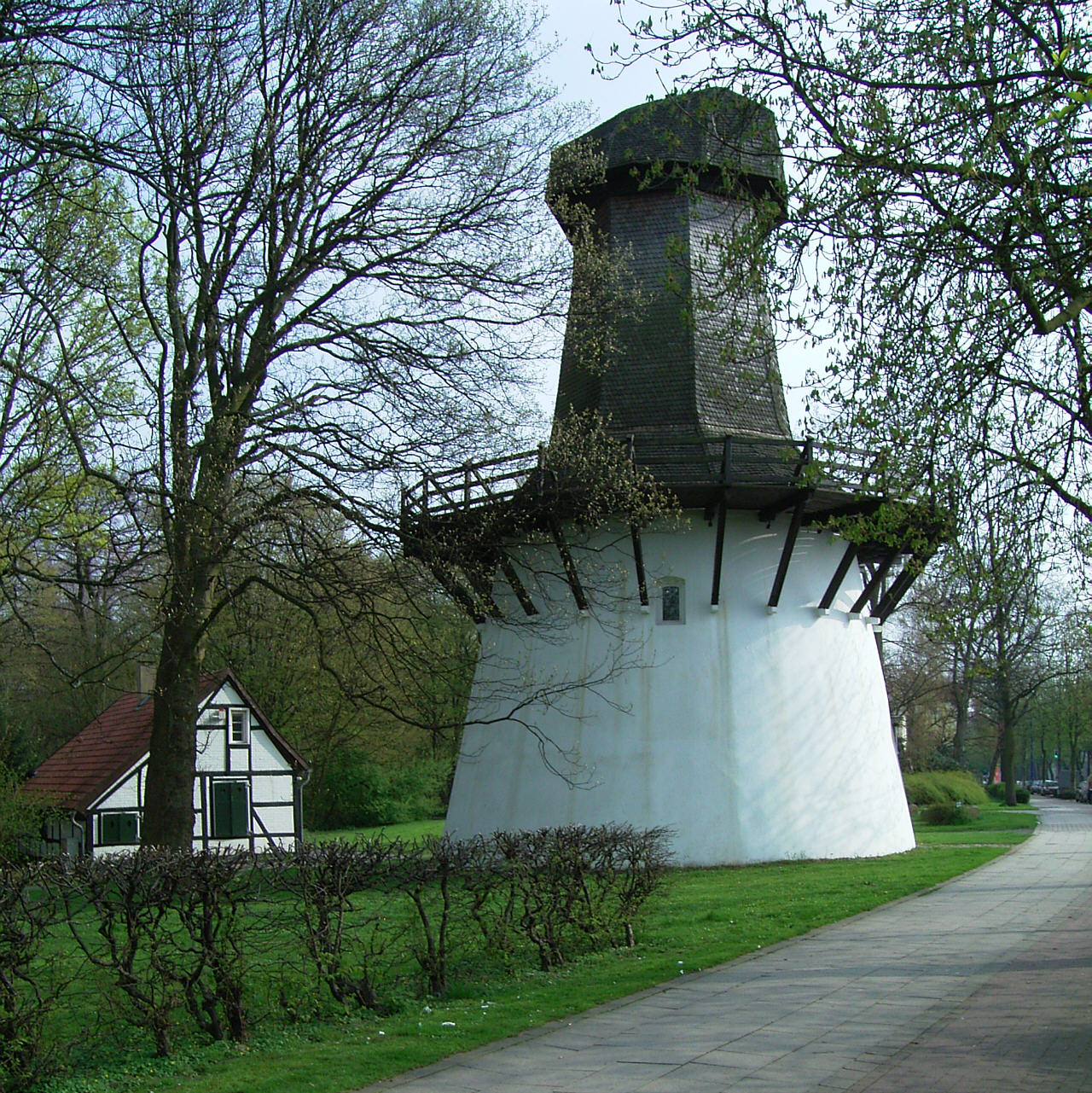
Das Windpumpwerk der ehemaligen Saline Königsborn

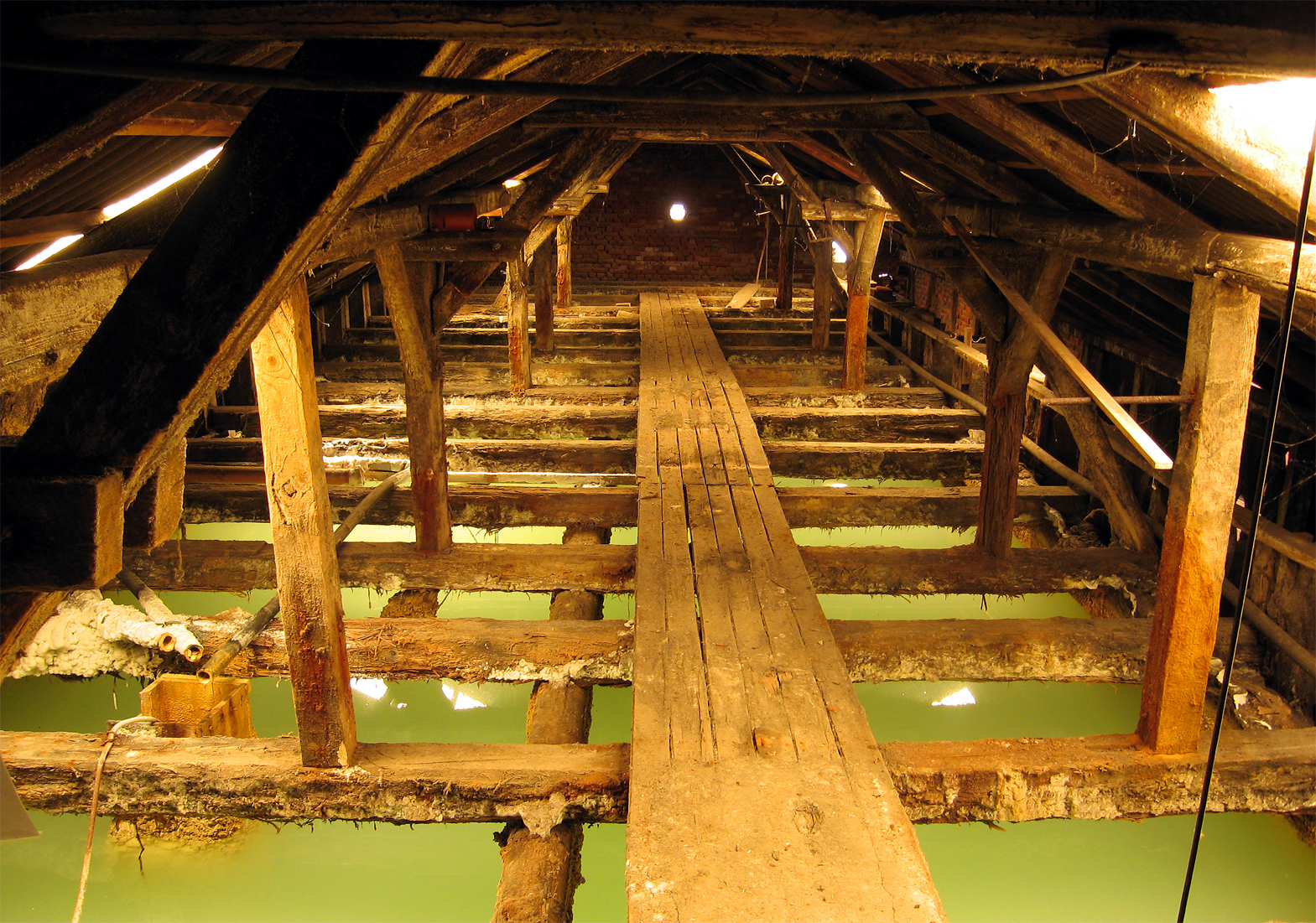
Blick in ein Solereservoir (hier: Saline Luisenhall)

Waren die Solepumpen bisher durch Menschenarbeit mühsam und kostenträchtig betrieben worden, so erledigten diese Aufgabe nun die erwähnten Rosskünste und Windpumpwerke. Die zum Sieden nötige Steinkohle bezogen sie aus den Zechen der Ämter Hörde, Hacheney, Himpental, Hombruch, Limburg, Renninghausen und Wichlinghofen. Den Ausbau der Kohlenutzung beim Sieden, den Rappard und Torck planten, unterstützte das Generaldirektorium in Berlin eigens durch eine Kohlenfuhrordnung für das Salzwerk bei Unna. Diese Verordnung war eine direkte Subvention des Staates zur Deckung des Kohlebedarfs, da sie einzelne Zechen und Fuhrleute unentgeltlich oder preisreduziert für die Saline in die Pflicht nahm.
Daneben begann der preußische Staat, die Saline Königsborn im Rahmen seiner Infrastrukturpolitik direkt zu fördern. Zu Beginn der 1750er Jahre wurde die Straße zwischen Unna und Kamen erheblich ausgebaut, da auf ihr der Transport in Richtung Lünen verlief, von wo aus das Unnaer Salz dann auf der Lippe in Richtung Wesel und Holland verschifft wurde. Die gedeihliche Entwicklung der Saline Königsborn unter den Pächtern Rappard und Torck nahm mit Ausbruch des Siebenjährigen Krieges 1756 ein jähes Ende. Der Krieg unterbrach alle Investitionsvorhaben. Des Weiteren konnten beide Pächter den Salinenbetrieb nur noch mit Hilfe der Besatzungsmächte Frankreich und Österreich aufrechterhalten. Die Vertreter beider Staaten verhielten sich alles in allem äußerst kooperativ gegenüber der Saline Königsborn. So stellte der französische General Maillebois bis 1762 insgesamt sechs sogenannte Sauvegardebriefe aus, die das Salzwerk vor der Zerstörung durch französische Truppen schützten, während die österreichische Kriegsverwaltung 1757 trotz angespannter Versorgungslage bei den eigenen Einheiten und den französischen Verbündeten die Kriegsfuhren in den Verwaltungsbezirken Unna, Hörde und Heeren unterbrach, um den Salzwerkbetreibern die Anlieferung von 1.200 Wagen Kohle zur Saline zu ermöglichen. So war es ausgerechnet der nachlässigen Amtsführung der in der Grafschaft Mark zurückgebliebenen preußischen Verwaltungsbeamten während des Krieges geschuldet, dass die zur Salzsiedung benötigte Kohle oft nicht rechtzeitig herangeschafft wurde, und dadurch der Siedebetrieb ab 1760 immer häufiger zum Stillstand kam. Von 24 Siedepfannen waren am Ende des Krieges 16 nicht mehr gebrauchstüchtig, zahlreiche weitere Siedeanlagen verrottet und der Schaden für Salzwerk und Pächter auf 20.000 Reichstaler angelaufen. Nach dem Krieg forderte Preußenkönig Friedrich II. höchstpersönlich den schnellen Wiederaufbau und die Wiederaufnahme des Betriebs. In diesem Zusammenhang verwies er auf die große Bedeutung der Saline für die Staatseinnahmen.
Wiederaufbau und Wiederinbetriebnahme standen nun unter persönlicher Kontrolle des Königs, was zu einer raschen und vollständigen Durchführung des königlichen Willens führte. Rappard errechnete für die Wiederinstandsetzung einen Finanzbedarf in Höhe von 25.000 Reichstalern. Obgleich der Pachtvertrag eine staatliche Entschädigung in voller Höhe der verursachten Kriegsschäden vorsah, gewährte ihm die Kriegs- und Domänenkammer Kleve lediglich 12.000 Reichstaler Entschädigung. Rappard, der aufgrund seiner Kritik an der preußischen Fiskalpolitik in den westlichen Provinzen mittlerweile aller politischen Ämter und damit erheblicher Einnahmen verlustig gegangen war, schien es weiser, sich mit dieser Abfindung zu begnügen, um nicht auch noch die Pacht als Einnahme zu verlieren. Bereits 1764 stand die Saline Königsborn mit 18 Pfannen wieder in Betrieb. Rappard und Torck nahmen umgehend den Export in die Kölner Gegend und nach Dortmund wieder auf und konnten 1764 bereits einen Gewinn im Exportgeschäft von 7.902 Reichstalern generieren.

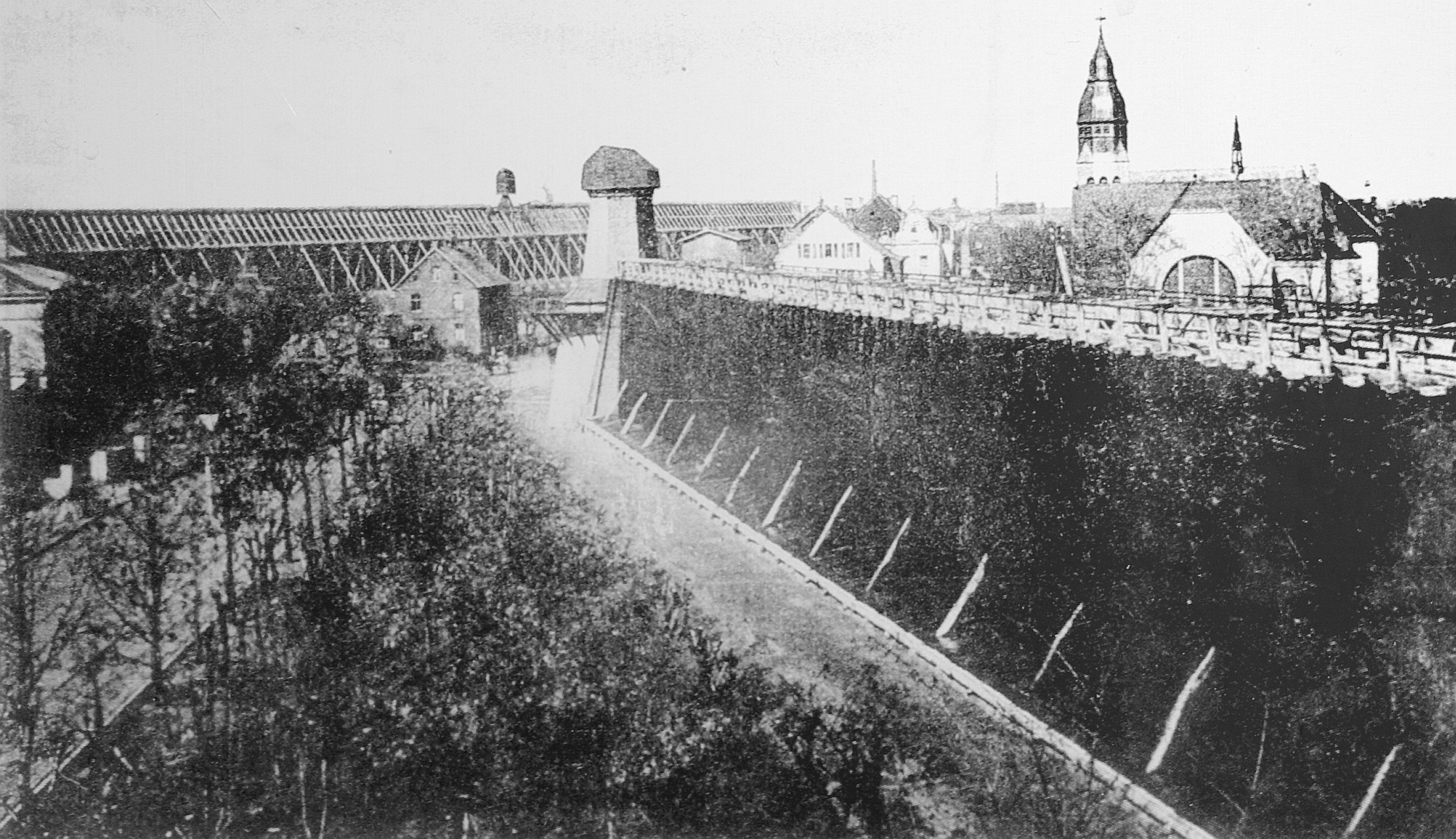
Gradierwerke in Königsborn, etwa 1910

1765 wurden erneut verschiedene Bohrungen durchgeführt, während deren als neuer Brunnen der „Ludwigsborn“ und ein gleichnamiger Gradierbau errichtet wurden. Gleichzeitig – das Generaldirektorium hatte den Pachtvertrag mit Rappard und Torck um zwölf Jahre von 1766 bis 1778 zu noch günstigeren Konditionen für den preußischen Staat verlängert – kam an der Saline Königsborn ein aus England geliefertes hydraulisches Druckwerk, eine sogenannte Wasserkunst, zum Einsatz, um die Sole nach oben zu pumpen. Das Gesamtinvestitionsvolumen betrug für beide Pächter 22.000 Reichstaler.

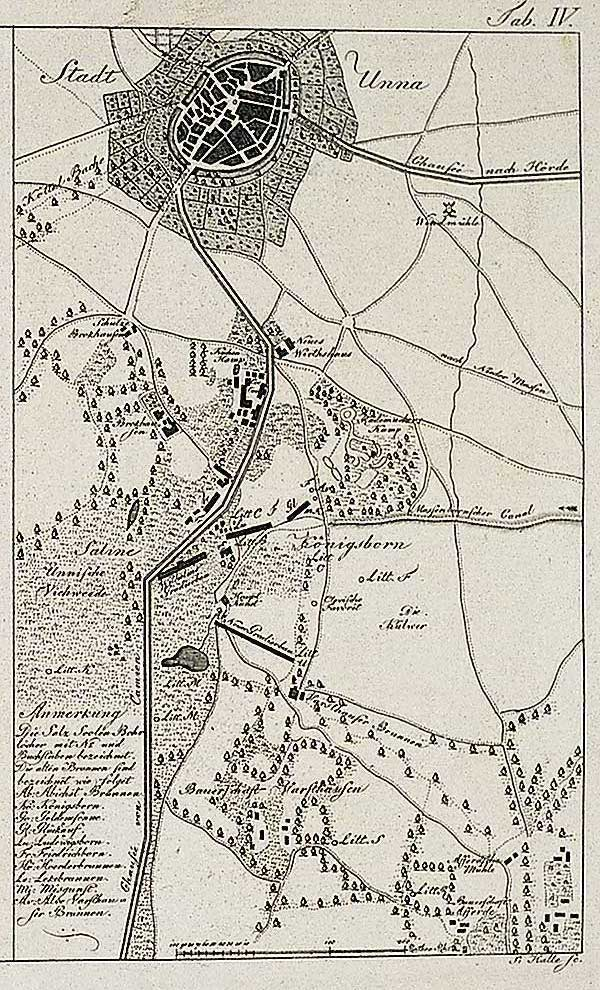
Karte der Saline Königsborn von 1799 (Norden ist „unten“)

1767 wurde ein erneuertes Salzproberegister eingeführt, dessen Zweck es war, das immer noch bestehende staatliche Salzhandelsmonopol und Salzimportverbot besser zu kontrollieren. Den Adelshäusern der Grafschaft Mark wurde die Anschaffung von Salzbüchern befohlen, in die sie die aus Unna oder aus der in ihrer Nähe liegenden Salzsellerei bezogenen Mengen Salz einzutragen hatten. Jeweils am Quartalsende mussten diese Bücher der Salzfaktorei in Unna zur Prüfung vorgelegt werden. Die Prüfung sollte feststellen, ob die erworbene Salzmenge auch dem Umfang ihrer Haushalte entsprach. War die festgelegte Mindestmenge nicht erreicht, wurde der Bezug ausländischen Salzes unterstellt. Drastische Strafen waren die Folge. Ab 1768 kam es in der Saline Königsborn immer häufiger zu Betriebsunterbrechungen, da Bauern und Fuhrleute im Rahmen ihrer Hand- und Spanndienste nicht ausreichend Kohle für die Versiedung herantransportierten. Die Produktionsunterbrechungen verursachten zunehmend Planabweichungen beim Salzetat. Schließlich entsandte das Generaldirektorium den Geheimen Oberfinanz-, Kriegs- und Domänenrat Struve sowie den Baurat Stegemann nach Unna, um die Anlagen zu begutachten. Stegemann schlug in der Folge vor, den Salzgehalt der Siedesole auf 15–16 % Lötigkeit anzureichern, die Salzproduktion auf jährlich 1.800 bis 2.000 Lasten Salz zu erhöhen, den Kohleverbrauch auf 2.600 Wagen zu senken und die Produktionszeit auf 10 Monate zu verringern. Das war das endgültige Ende der Saline Königsborn in Pächterhand. Rappard hielt die Pläne Stegemanns aufgrund seiner bisherigen Betriebserfahrungen für völlig unrealistisch, befürchtete, er solle in noch stärkerem Maße bei der Gewinnverteilung zwischen Staat und Unternehmen zur Kasse gebeten werden und bat, als er sich gegen Stegemann beim Generaldirektorium nicht durchzusetzen wusste, um die sofortige Annullierung des Pachtvertrags. Diese wurde ihm 1773 gegen Zahlung von 10.000 Reichstalern gewährt.

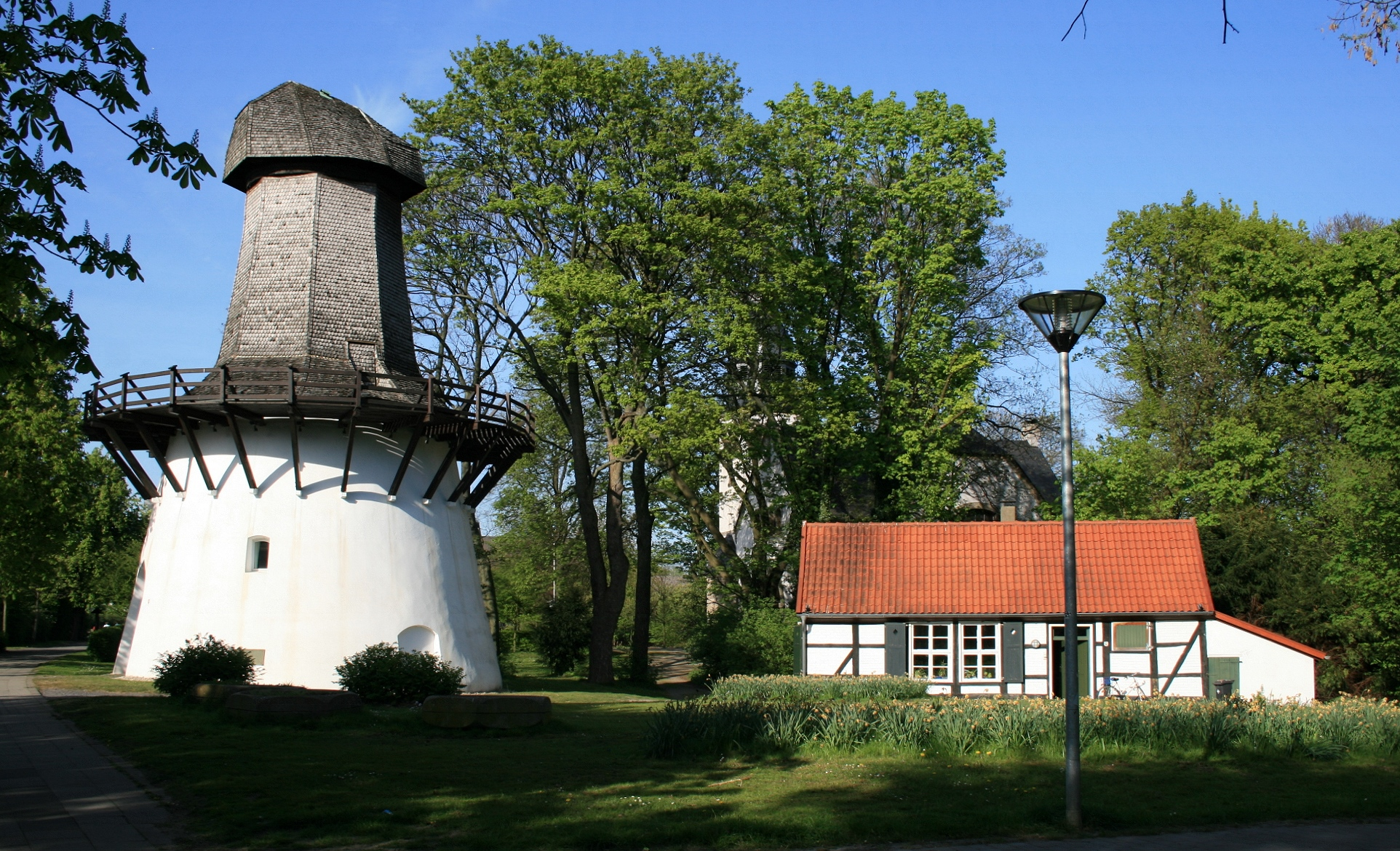
Windpumpwerk von Süden

Wieder einmal hatte die preußische Zentralregierung aufgrund ihrer stets expandierenden fiskalischen Interessen einen privaten Unternehmer ruiniert. Für den Zeitabschnitt zwischen 1750 und 1773 lässt sich festhalten, dass die preußische Zentralregierung sich ihren bereits bekannten merkantilistisch-kameralistischen Grundsätzen weiterhin verpflichtet fühlte. Die Verschlechterung der Pachtbedingungen für die Pächter Rappard und Torck ist ein beredtes Beispiel für die Gier des preußischen Fiskus, der auf der anderen Seite das unternehmerische Risiko, nach dem kurzen Zwischenspiel 1745–1750, für weitere 23 Jahre scheute. Rappard und Torck hatten in den Jahren ihrer recht einheitlichen Betriebsführung sowohl die Fach- als auch die Sachpromotorenschaft inne und übten sie durchgängig zum Vorteil der Saline Königsborn aus. Obwohl der preußische Staat in diesen Jahren mit einer umfangreichen Infrastrukturpolitik und verschiedenen Subventionen im Bereich der Kohleversorgung und des Kohletransports den beiden privaten Unternehmern entgegenkam, scheiterten diese, abgesehen vom (Knebel-)Vertrag mit der preußischen Regierung, letztendlich an der immer noch unzureichenden Kohleversorgung und dem schlecht ausgebauten Straßennetz in der Grafschaft Mark.

### Fiskalischer Betrieb in den Jahren 1773 bis 1800

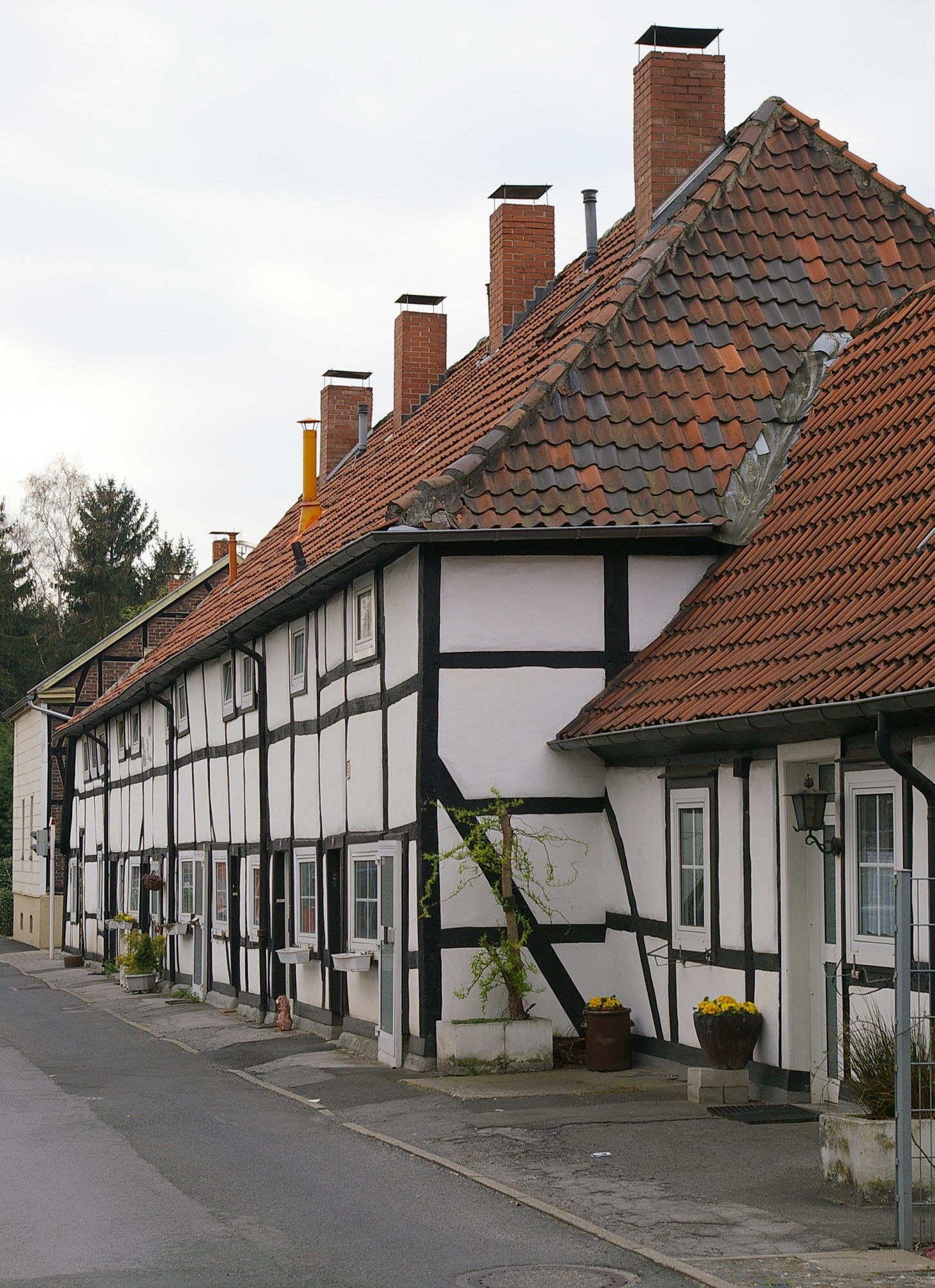
Salzsiederhäuser in Königsborn, um 1780 erbaut

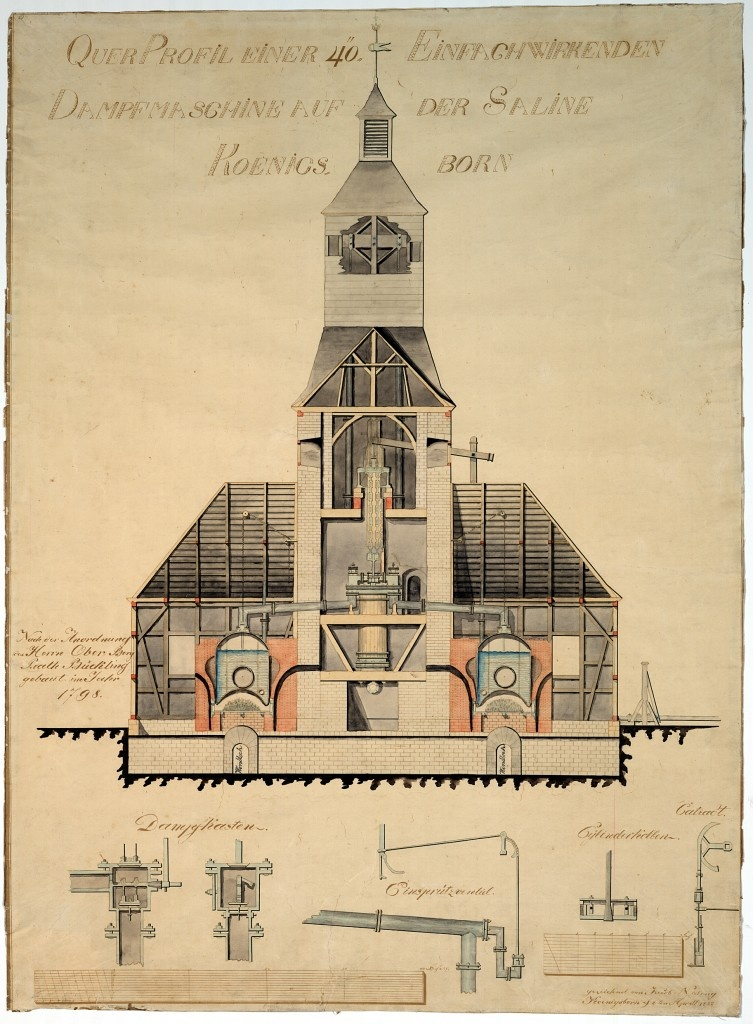
Die 1799 errichtete Feuermaschine der Saline Königsborn (Querschnitt)

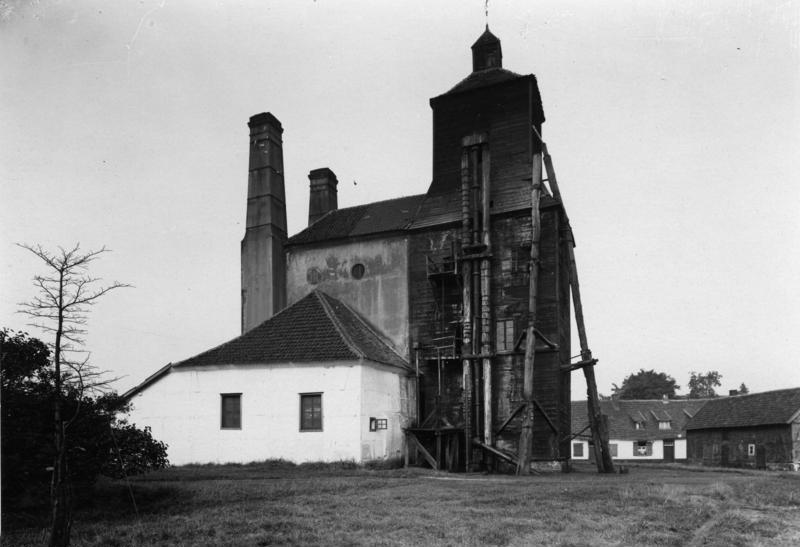
Die Feuermaschine in den 1930er Jahren

Im Jahre 1773 übernahm der preußische Staat die Saline Königsborn wieder in Eigenregie und machte aus ihr erneut einen staatlich-fiskalischen Betrieb unter der Führung der Märkischen Kriegs- und Domänenkammer-Deputation in Hamm. Der Staat begann umgehend mit dem Aus- und Umbau der Saline nach den Vorschlägen des Baurat Stegemann und investierte zwischen 1773 und 1780 insgesamt 100.223 Reichstaler in das Projekt. Trotz dieser gewaltigen Investitionssumme, die für privatwirtschaftliche Unternehmer zu dieser Zeit kaum zu schultern war, blieb das Erreichen der Stegemannschen Rationalisierungsziele aus. Dennoch erfolgten bis zum Beginn zahlreiche weitere Ausbauten. Von den vielen technischen Innovationen zwischen den Jahren 1775 und 1800 in der Saline Königsborn ist als besonders herausragend die von dem damaligen Oberbergrat Freiherr vom Stein initiierte Errichtung der Feuermaschine (Dampfmaschine) in Unna-Afferde zu erwähnen. Die Anlage war eine einfache Niederdruckmaschine und wurde am 30. August 1799 in Betrieb genommen (erst 133 Jahre später, 1932, wurde sie endgültig stillgelegt). Damit gehörte die Saline Königsborn nunmehr zur Spitze des deutschen Salinenwesens. Neben den technischen Innovationen führte der preußische Staat auch zahlreiche Infrastrukturprojekte durch, die der Saline Königsborn bessere Absatzwege und damit einen verbesserten Zugang zu den Märkten verschaffen sollten. So wurde jetzt der umfängliche Ausbau der Ruhr für eine intensive Transportschifffahrt vorangetrieben. Insbesondere wurde der Ruhr-Abschnitt Langschede – Witten, der fast ausschließlich dem Salztransport diente, schiffbar gemacht. Zu diesem Zweck wurden die nötigen Schleusen bei Herdecke, Wetter und Witten begonnen. 1791 begann der preußische Staat zudem, die für die Saline Königsborn wichtige Straße von Unna über Witten, Bochum und Essen bis an den Rhein auszubauen. Dieses umfangreiche Straßenbauprojekt konnte 1801 vollendet werden. Die Straße folgt in weiten Abschnitten der heutigen Bundesstraße 1.

### Blütezeit als Soleheilkurbad im 19., Niedergang im 20. und letzte Spuren im 21. Jahrhundert

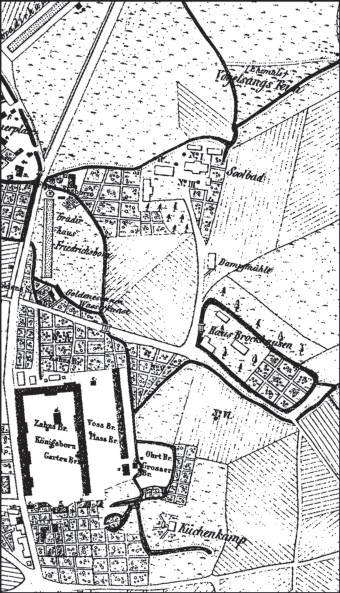
Lageskizze des Salinenbetriebs Königsborm aus dem Jahr 1856

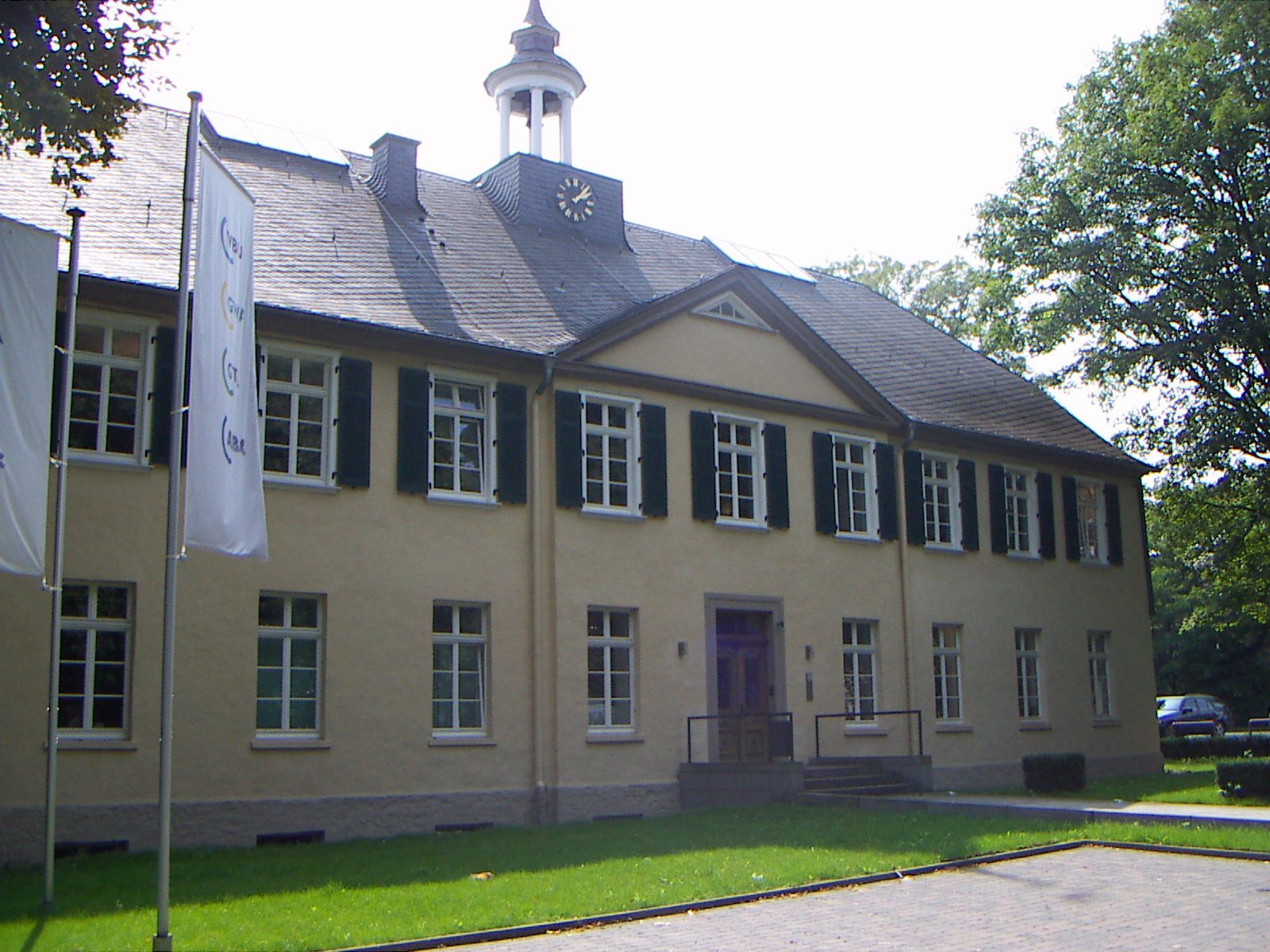
Amtshaus von 1815 am Kurpark (Verwaltung der Saline Königsborn)

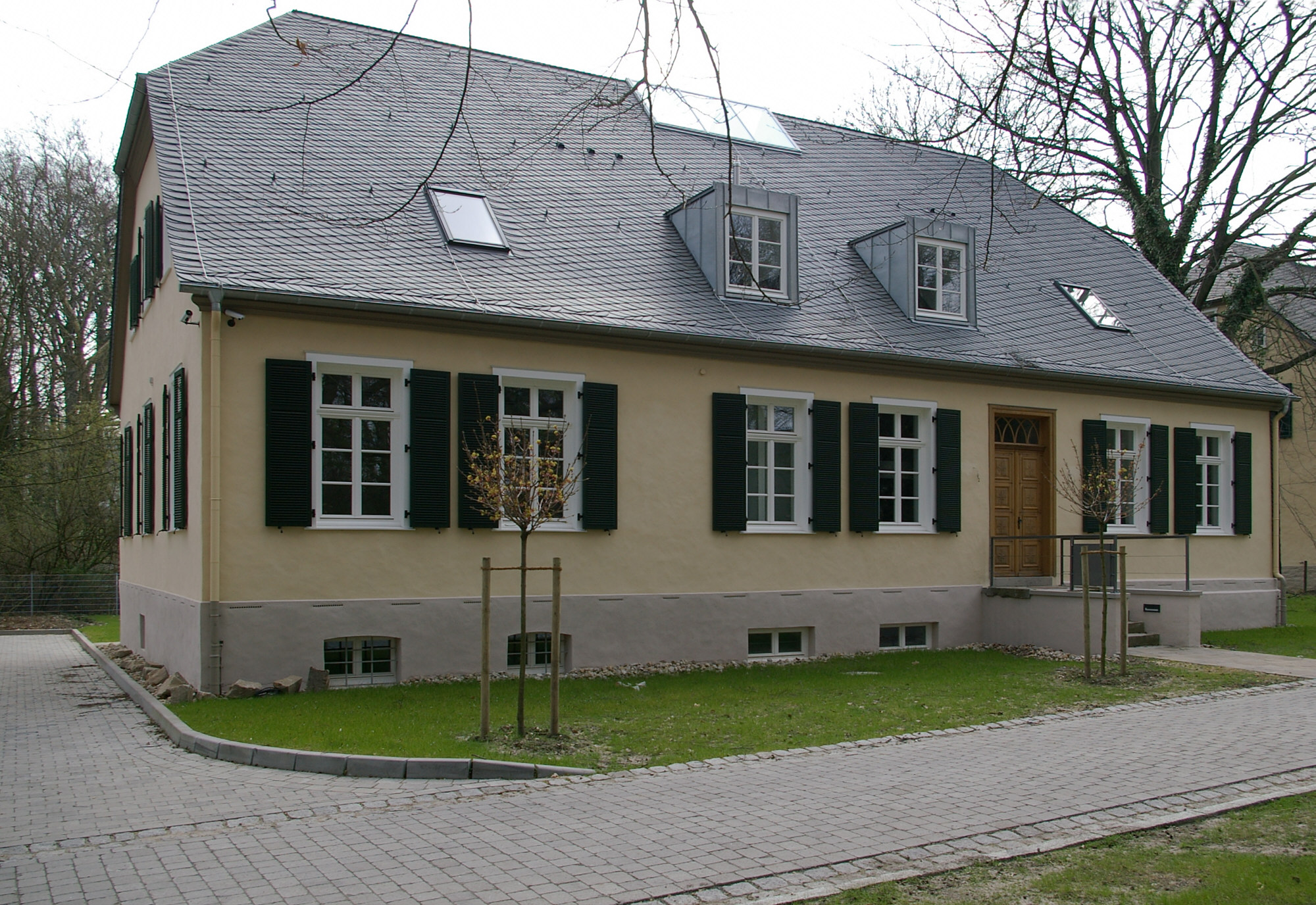
Das neben dem Amtshaus gelegene Siedeinspectorhaus war lange dem Verfall preisgegeben, 2007 restauriert.

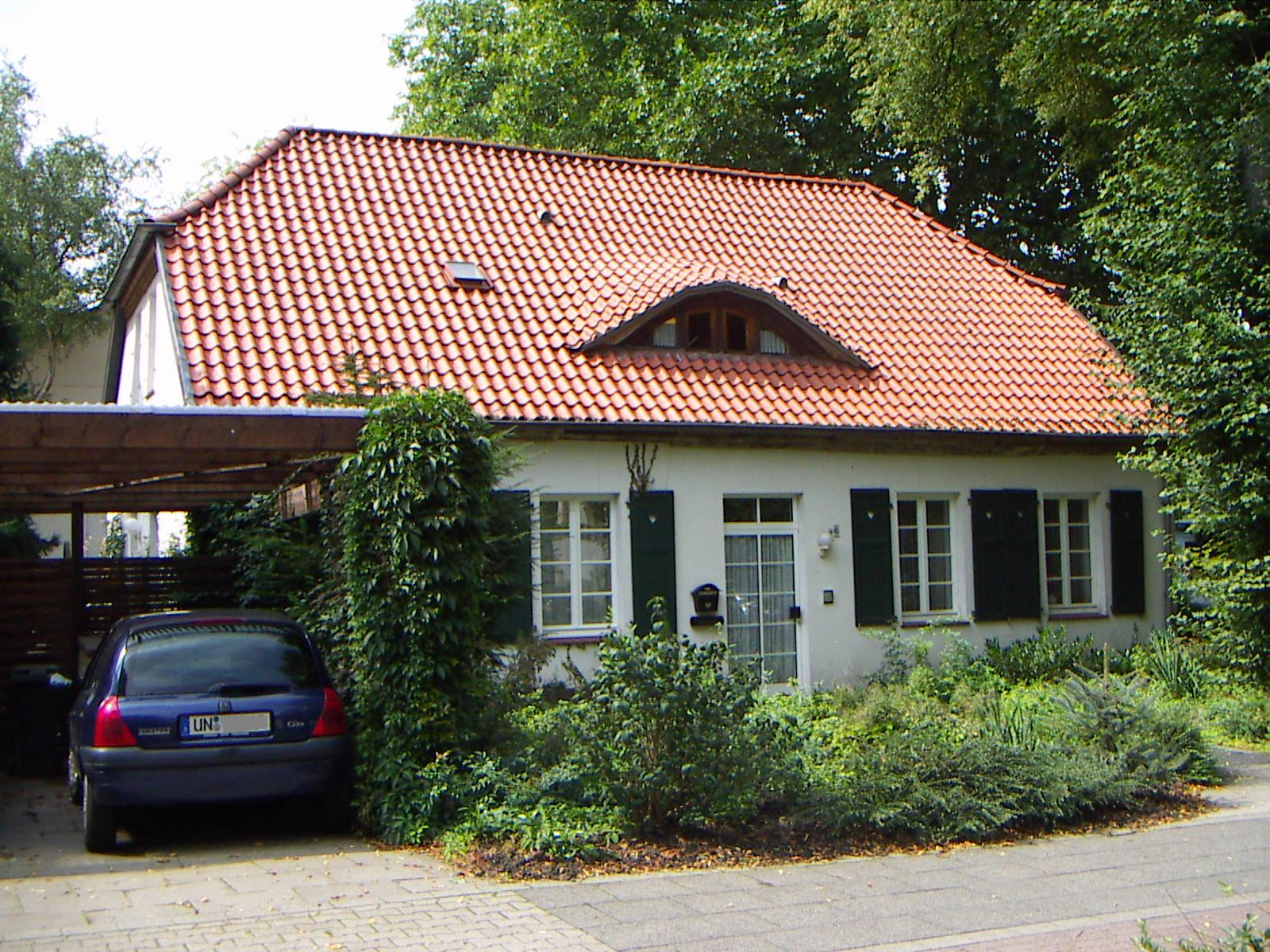
Das gegenüber dem Kurpark gelegene Siedemeisterhaus

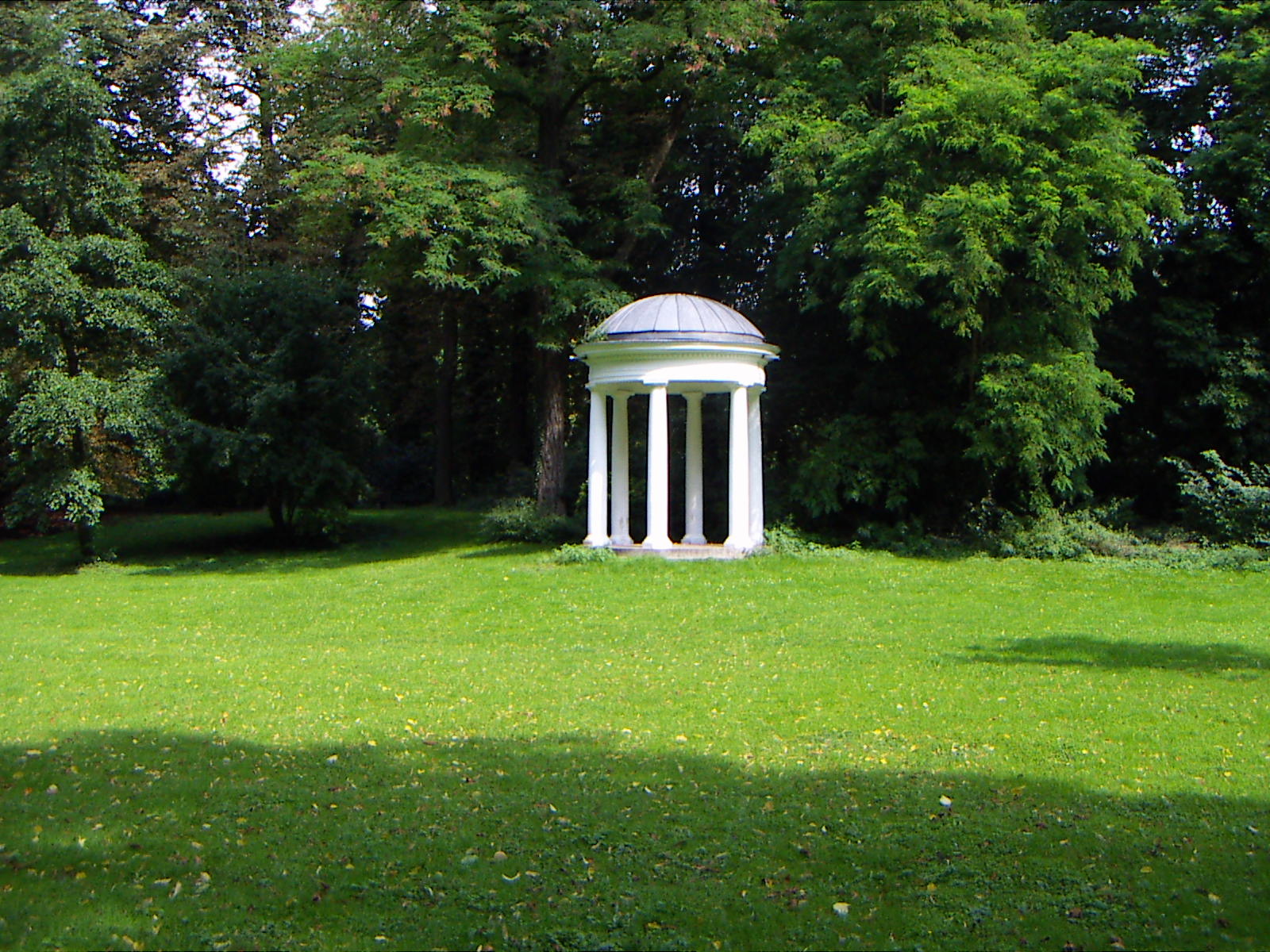
Der 100 Jahre alte Monopteros steht heute noch im Kurpark von Königsborn.

Mit der zunehmenden Erschließung der Salzvorkommen und dem Ausbau der Saline Königsborn zum Heilkurbad zwischen 1800 und 1825 gewann der Ort als Bad Königsborn vorübergehend überregionale Bedeutung. Als erstes Solebad in Unna war von 1818 bis 1860 das Luisenbad betrieben worden, ein gesellschaftlicher und kultureller Mittelpunkt, der auch von dem preußischen Kronprinzen Friedrich Wilhelm besucht wurde. Ein weiteres Bad, das seit 1852 zunächst nur für die Salinen-Beschäftigten betrieben worden war, wurde nach Schließung des Luisenbades ausgebaut und erlebte nach der Übernahme der Saline durch die sog. Gewerkschaft Königsborn (siehe auch Friedrich Grillo) einen raschen Aufschwung. Im Mai 1882 wurde das alte Kurhaus durch ein wesentlich größeres ersetzt. Auch der Kurpark und andere Kureinrichtungen wurden erweitert. Um den gestiegenen Solebedarf zu decken, wurden auch entfernt liegende Solequellen außerhalb von Königsborn genutzt. So wurde seit 1844 der Rollmannsbrunnen in der Kamener Ortschaft Heeren-Werve abgeteuft (Pumpmaschinenhaus noch vorhanden). Über eine rund 25 Kilometer lange gusseiserne Rohrleitung wurde zusätzliche Sole von Werries zum Kurbad Königsborn gepumpt.
Zwar blieb die Salzgewinnung noch bis in die 1930er Jahre ein wesentlicher Wirtschaftszweig, jedoch führte die industrielle Förderung von Steinkohle auch in Königsborn zu einem tiefgreifenden Strukturwandel (siehe die Artikel „Zeche Königsborn“ und „Ruhrgebiet“). Nachdem der Salzgehalt der Solequellen immer weiter abgenommen hatte, wurde am 7. Juni 1932 die Feuermaschine endgültig stillgelegt und dem langsamen Verfall preisgegeben. Dies war ein untrügliches Zeichen, dass der Salinenbetrieb nicht mehr lange aufrechterhalten bleiben würde. Am 31. Dezember 1940 war es schließlich soweit. Auch Bad Königsborn hatte als Heil- und Kurbad keine Existenzaussichten mehr, als die letzten Solevorräte zur Neige gegangen waren. Am 15. Oktober 1941 wurde der Kurbetrieb für immer eingestellt. Während des Zweiten Weltkriegs war der Kurpark militärisches Sperrgebiet, auf dem von der Wehrmacht erbeutete Kriegswaffen unter strenger Bewachung gelagert wurden.
Überlegungen, nach dem Zweiten Weltkrieg durch Nutzung von Solevorkommen in der Nähe von Sassendorf bei Soest einen Neustart zu versuchen, wurden vermutlich aus ökonomischen Gründen nicht realisiert. Die langgestreckten Salzsiedehäuser entlang der Friedrich-Ebert-Straße mit ihren insgesamt 13 Schornsteinen sowie die zwei Salinengrotten im Kurpark wurden 1946 abgerissen bzw. gesprengt. Mit dem dabei anfallenden Schutt wurde die rund einen Meter tiefe Senke des trockengelegten Teiches am Monopteros verfüllt. Das verfallene Gebäude der Feuermaschine in Unna-Afferde wurde am 18. Juli 1964 vollständig abgerissen, um Platz für ein neues Wohngebiet zu schaffen. Teile der Dampfmaschine wurden in das Bochumer Bergbaumuseum gerettet und schon 1953 unter Verwendung eines Dampfzylinders, der Steuerung und eines rekonstruierten Balanciers wiederaufgebaut. Sie werden dort zusammen mit einem Großmodell des Maschinenhauses präsentiert. Der insgesamt circa 100.000 Quadratmeter umfassende Kurpark wurde schließlich von der bisherigen Eigentümerin, der Klöckner-Bergbau Königsborn Werne AG, als Erholungsgrünfläche saniert und der Stadt Unna als Geschenk an die Unnaer Bürger übereignet. Letzte Überreste der Gradierwerke ließen sich noch in den 1970er Jahren in Form von teils bis zu einem halben Meter hohen „Salinensteinen“ finden, von metallischen und mineralischen Ablagerungen umschlossene Reisigholzgebinde. Teils wurden sie als Souvenir, teils als Baumaterial für dekorative Mauerwerke (wie Grundstückseingrenzungen) verwendet, so dass im öffentlichen Raum mittlerweile keine Spuren der ehemals zahlreichen Gradierwerke mehr zu finden sind. An die Blütezeit von Bad Königsborn erinnern heute wenige denkmalgeschützte Gebäude, insbesondere am ehemaligen Kurpark von Königsborn.
Im Jahr 2009 wurde eine erfolgreiche Probebohrung zur Erkundung des Solevorkommens niedergebracht. Ziel war es, die Voraussetzungen für den Bau eines neuen Gradierwerks im ehemaligen Kurpark zu prüfen. Die Pläne sind jedoch wegen der Folgekosten und der angespannten Haushaltslage der Stadt Unna kommunalpolitisch umstritten.